# World Wrestling Entertainment
La World Wrestling Entertainment (WWE) est une entreprise américaine spécialisée dans l'organisation d'événements de divertissement, principalement de catch et dans la gestion des droits de médias télévisuels et cinématographiques, musicaux et d'internet, et des produits dérivés associés à ces événements.
La WWE est actuellement la plus grande entreprise de catch (lutte professionnelle) au monde, atteignant 15 millions de téléspectateurs cumulés par semaine aux États-Unis et diffusant ses émissions en une trentaine de langues dans plus de 145 pays.
La compagnie est d'abord nommée Capitol Wrestling Corporation (CWC) en 1952, puis World Wide Wrestling Federation (WWWF) en 1963 et plus tard World Wrestling Federation (WWF) en 1980. En 2002, après un procès avec le World Wildlife Fund, la WWF se renomme World Wrestling Entertainment (WWE)
La WWE se divise actuellement en trois « branches », deux « rosters principaux » composé des catcheurs les plus populaires de la fédération qui sont Raw et SmackDown et NXT, le club-école de la fédération.
En avril 2023, Endeavour annonce fusionner l'UFC et la WWE. Le nouvel ensemble est détenu à 51 % par les actionnaires d'Endeavour et à 49 % par ceux de la WWE. En septembre 2023, cette fusion est officielle. L’UFC et la WWE ne forment plus qu’un seul groupe en bourse nommé « TKO GROUP ».
En janvier 2024, la WWE officialise un accord avec le géant du streaming Netflix pour diffuser à partir de 2025 les PLE « Premium Live Event » ainsi que le show hebdomadaire « RAW ».
Cet accord s’étale sur une durée de 10 ans pour une valeur de 5 milliards de dollars américains.
Le 26 janvier 2024, quelques jours après la conclusion de cet accord pour les droits de diffusion, à la suite d'une accusation de la part d’une ancienne employée de la WWE à l’encontre de Vince McMahon, celui-ci démissionne de son poste de directeur du conseil d’administration.

## Historique

Logo de la Capitol Wrestling Corporation.

La Capitol Wrestling Corporation a été fondée en 1952 par Jess McMahon, grand-père de l'actuel propriétaire. Promoteur de match de boxe puis de catch, McMahon s'associe à « Toots » Mondt, un des organisateurs de la National Wrestling Alliance (NWA), un conglomérat réunissant les plus importantes fédérations de catch de l'époque, pour prendre le contrôle du Nord-Est des États-Unis. Les plus grands champions de l'époque s'y affrontent : Buddy Rogers, Bruno Sammartino, Lou Thesz, etc...

### World Wide Wrestling Federation (1963-1980)

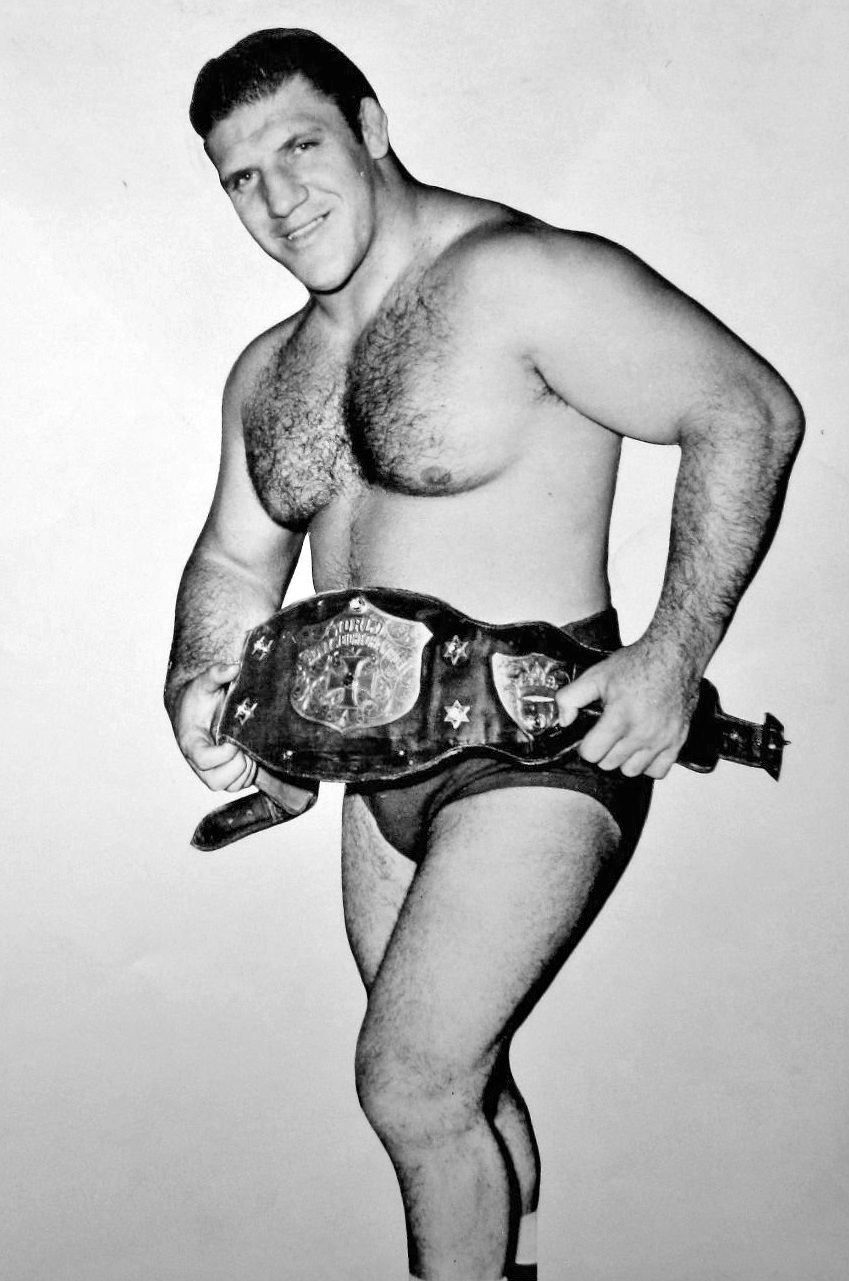
Bruno Sammartino son premier règne a débuté en 1963 et s'est terminé en 1971. C'est le plus long de l'histoire des règnes masculins individuels. Son second a débuté en 1973 et s'est terminé en 1977. Si ses deux règnes sont combinés cela fait un total de 4040 jours.

Logo de la World Wide Wrestling Federation (1963-1980)

La NWA reconnaît un champion du monde poids-lourds de la NWA qui est reconnu par les autres fédérations membres de la NWA et qui normalement va de territoire en territoire (l'expression de territoire est le terme utilisé pour désigner les fédérations membres de la NWA en Amérique du Nord). En 1963, le champion est Buddy Rogers. Le reste de la NWA n'était que peu à l'aise à cause de Mondt car celui-ci autorise Rogers à catcher hors de la compagnie. Mondt et McMahon ont tenté de faire garder à Rogers le championnat du monde, mais ce dernier ne voulait pas perdre ses 25 000 dollars. Rogers perd le championnat de la NWA face à Lou Thesz à Toronto le 24 janvier 1963, ce qui a conduit Mondt, McMahon et la CWC de quitter la NWA, créant par la suite la World Wide Wrestling Federation (WWWF).
En avril, Buddy Rogers est nommé premier Champion du monde poids lourd de la WWWF durant un tournoi à Rio de Janeiro. Il perd le titre face à Bruno Sammartino un mois plus tard le 17 mai 1963, en raison d'une crise cardiaque qu'il a eue auparavant.
Mondt quitte la compagnie à la fin des années soixante. Bien que la WWWF se soit retiré de la NWA, Vince McMahon Sr. en reste l'unique directeur. En mars 1979, pour des raisons marketing, la World Wide Wrestling Federation est désormais nommée World Wrestling Federation (WWF).

### World Wrestling Federation (1980-2002)

#### La «Golden Era» (1982-1993)

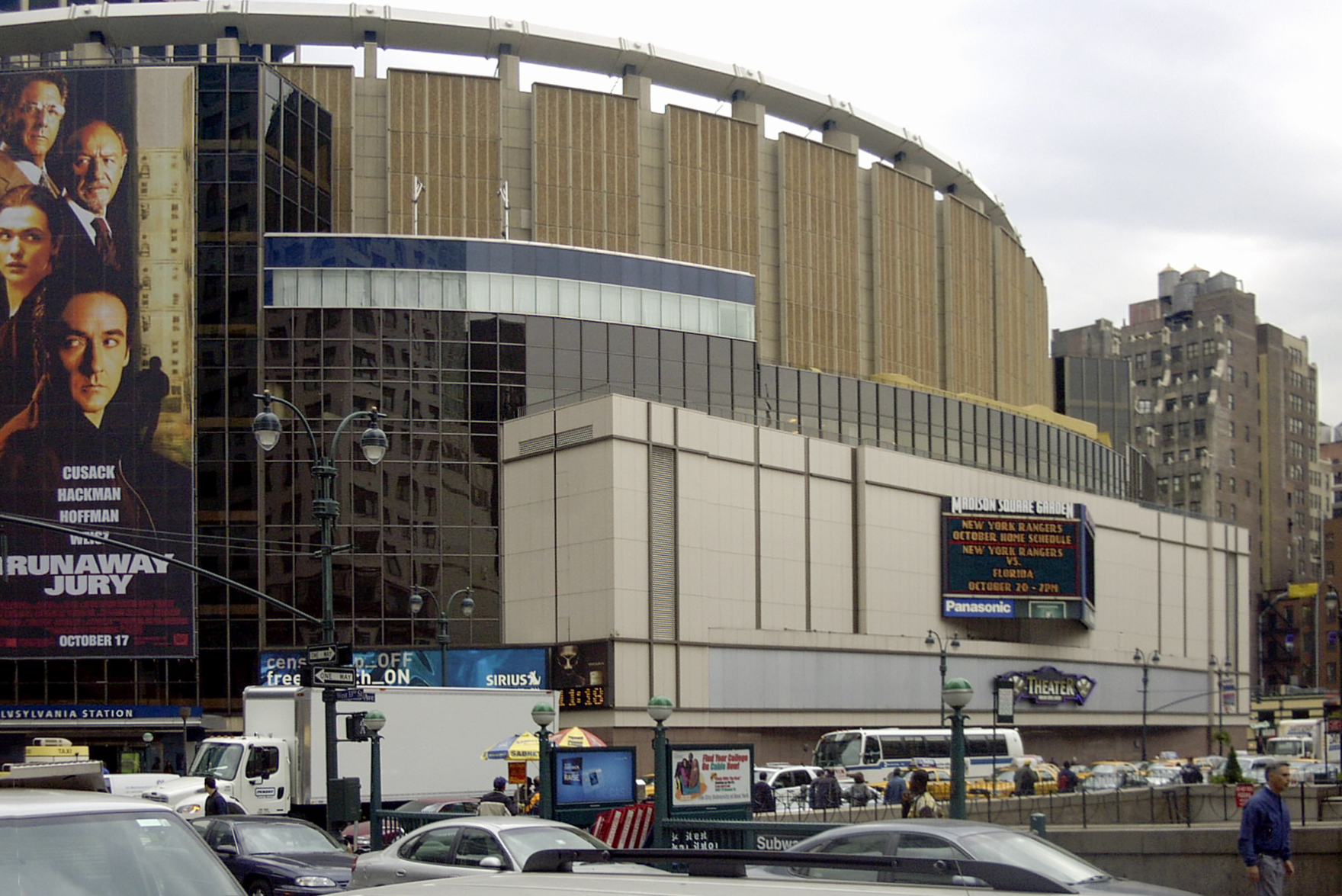
Le Madison Square Garden, lieu du premier WrestleMania en mars 1985, WrestleMania X en mars 1994 et WrestleMania XX en mars 2004.

Logo de la World Wrestling Federation (1980-1992).

Le 21 février 1980, le fils de Vincent J. McMahon, Vincent K. McMahon, fonde Titan Sports, Inc.
Vince McMahon, Jr. achète, le 6 juin 1982, Capitol Wrestling Corporation Ltd. à son père et ses autres associés, Arnold Skaaland, Gorilla Monsoon et Phil Zacko.
Le futur de McMahon, donc de la WWF, dépendait du succès de son concept : WrestleMania. WrestleMania est un pay-per-view, le premier de la fédération (payant dans quelques régions, une grande partie des régions ayant eu accès à WrestleMania gratuitement) que McMahon comparait au Super Bowl du catch. Cherchant à faire de la WWF la première fédération de catch dans le monde, il a entamé un processus d'expansion qui a fondamentalement changé l'industrie entière.
Après avoir repris la compagnie, McMahon a immédiatement travaillé pour obtenir la programmation de la WWF sur la télévision syndiquée partout aux États-Unis. Cela a irrité d'autres promoteurs et a perturbé les limites bien établies des différentes compagnies de catch. En outre, la société a utilisé les revenus générés par la publicité, les offres de télévision et les ventes de cassettes pour sécuriser les talents des promoteurs rivaux.
Capitol Sports contrôlait déjà la majeure partie du territoire du nord-est, mais le jeune McMahon voulait que la WWF soit une fédération de catch nationale ; quelque chose que la NWA n'a pas approuvé. Il a rapidement fait quitter sa fédération de la NWA, tout comme l'American Wrestling Association, qui contrôlait le nord-ouest américain. Pour devenir une promotion nationale, le WWF devrait devenir plus grand que la AWA ou toute autre promotion de la NWA.
La vision de McMahon pour sa fédération commençait à devenir possible quand il a signé l'une des stars de la AWA : Hulk Hogan, qui avait atteint la popularité en dehors de l'industrie du catch notamment pour son apparition dans Rocky 3, sous les traits de « Thunderlips ». McMahon a aussi signé « Rowdy » Roddy Piper en tant que rival de Hogan, et peu de temps après, a signé Jesse « The Body » Ventura. Parmi les autres lutteurs importants qui ont fait partie de la liste figurent : Big John Studd, André The Giant, Jimmy « Superfly » Snuka, « Magnificent » Don Muraco, Junkyard Dog, « Mr. Wonderful » Paul Orndorff, Greg « The Hammer » Valentine, Ricky « The Dragon » Steamboat et Nikolai Volkoff. En 1984, Hogan est devenu le visage de la WWF en battant le champion de la WWF The Iron Sheik au Madison Square Garden, le 23 janvier 1984 et est devenu l'un des catcheurs les plus populaires de la lutte professionnelle.

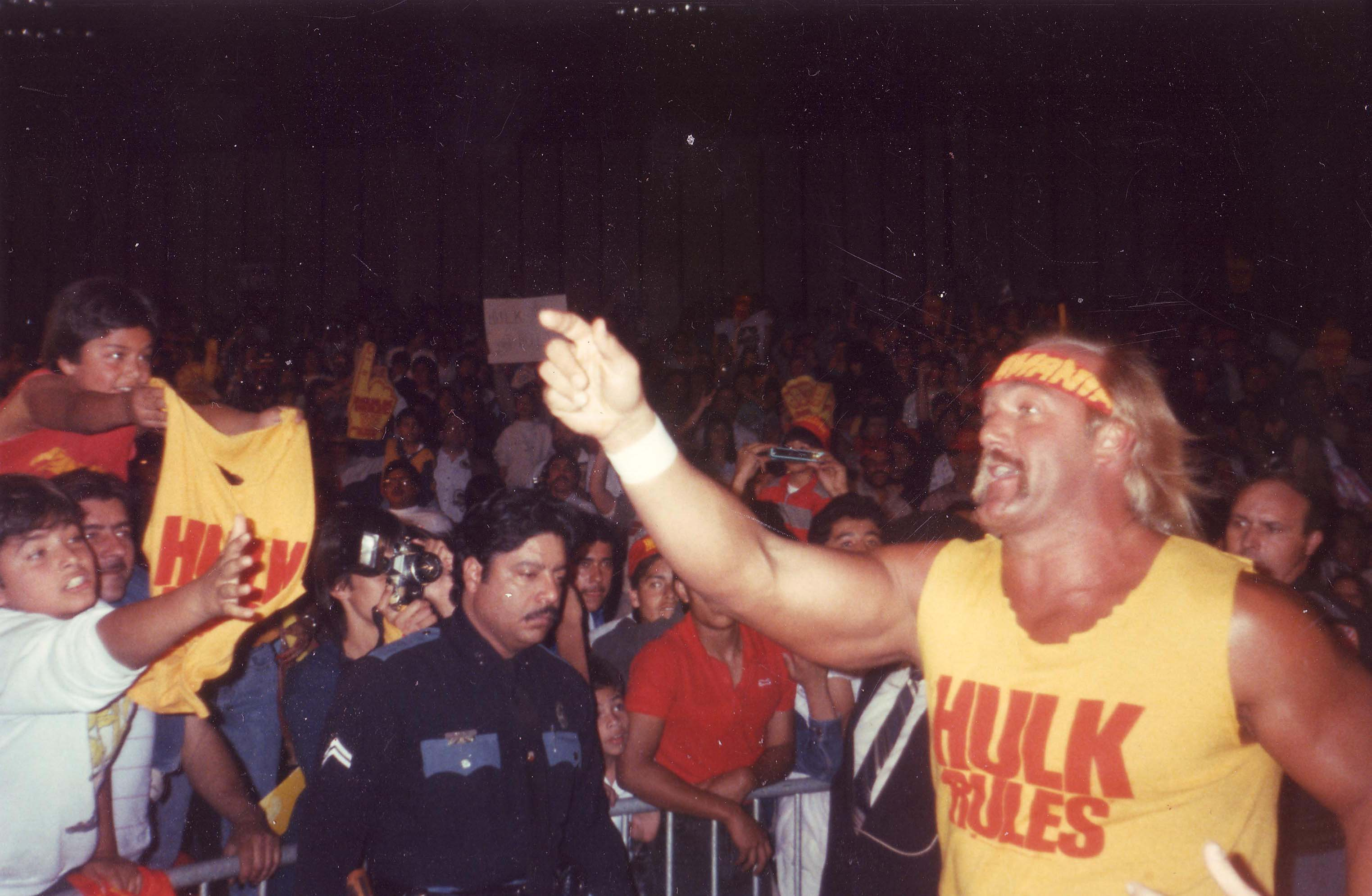
Hulk Hogan est le visage de la WWF durant les années 1980 et au début des années 1990. Il fut le pilier de la « Golden Era ».

Avec des revenus raisonnables, McMahon a pu obtenir des contrats de télévision et la WWF a été diffusé à travers les États-Unis. McMahon a également commencé à vendre des bandes vidéo des événements de la WWF en dehors du nord-est par sa compagnie de distribution de vidéo : Coliseum Video, énervant encore d'autres compagnies. La syndication de la programmation de la WWF a forcé des promotions à s'engager dans une concurrence directe avec la WWF. Les revenus accrus ont permis à McMahon de signer plus de talent, tel que Brutus Beefcake, Tito Santana, Jake « The Snake » Roberts, Butch Reed et « Hacksaw » Jim Duggan.
Par la suite, McMahon a imaginé un moyen d'obtenir le capital nécessaire grâce à un pari risqué : un concept appelé WrestleMania en 1985. WrestleMania serait un pay-per-view, visible sur la télévision et commercialisé comme le Super Bowl. WrestleMania n'est pas le premier pay-per-view de catch, la NWA avait précédemment organisé Starrcade en 1983. Cependant, la vision de McMahon était de rendre la WWF et l'industrie elle-même mainstream, en ciblant l'audience générale de la télévision en exploitant le côté divertissement de l'industrie. Lors du premier WrestleMania, la WWF a lancé une campagne de promotion conjointe avec MTV, qui présentait une grande partie des programmes de la WWF, dans ce qui était surnommé à l'époque le Rock 'n' Wrestling Connection. L'attention médiatique générée par des célébrités telles que Mohamed Ali, Mister T. et Cyndi Lauper lors de l'événement a contribué à faire de WrestleMania un événement incontournable de la culture populaire américaine, et l'utilisation de célébrités a été un élément essentiel de l'entreprise jusqu'à nos jours.
Avec le succès de WrestleMania, d'autres promotions qui se sont efforcées de maintenir le système du territoire régional ont commencé à fusionner dans la Jim Crockett Promotions. Starrcade et The Great American Bash étaient les versions JCP de WrestleMania, mais même à l'intérieur de son propre territoire, JCP avait du mal à égaler le succès de la WWF. Après que Ted Turner a acheté la plupart des capitaux de JCP, la fédération devient la World Championship Wrestling (WCW), qui deviendra un concurrent direct de la WWF jusqu'en 2001. WrestleMania est devenu un événement annuel, diffusé dans environ 150 pays et 20 langues différentes.
Le plus fort « boom » du catch des années 1980 a été WrestleMania III au Silverdome, qui a établi un record de fréquentation de 93 173. Le match principal a vu Hulk Hogan conserver le championnat de la WWF contre André The Giant. La « Hulkamania » était à son paroxysme. McMahon a utilisé le succès de WrestleMania pour créer plus de pay-per-views tels que SummerSlam en été, Survivor Series en automne et le Royal Rumble en hiver, les deux derniers recevant leurs noms des matchs de stipulation uniques présentés lors de ces événements.
McMahon a mis l'accent sur le divertissement plutôt que de donner à son produit une sensation sportive légitime, la politique qui est devenue le concept de divertissement sportif, a conduit à un grand succès financier pour le WWF. Pendant les années 1980, Hulk Hogan a assuré sa dominance au sein de la fédération et a été présenté comme un héros entièrement américain.Le temps de Hogan comme visage de la WWF va durer jusqu'à ce qu'il quitte la compagnie à l'été 1993. D'autres stars de l'époque qui ont contribué au succès de la compagnie telles que « Macho Man » Randy Savage, « Rowdy » Roddy Piper, The Ultimate Warrior, The Honky Tonk Mank, « Million Dollar Man » Ted DiBiase ont quitté la WWF au début des années 1990, marquant petit à petit la fin de la « Golden Era ». En 1988, « Hacksaw » Jim Duggan a gagné le premier match du Royal Rumble en 1988. D'autres catcheurs sont devenus connus pour leur travail  en équipe. Des équipes ou des clans tels que Demolition, Strike Force, la Hart Foundation, les British Bulldogs, les Rockers et les Fabulous Rougeaus ont aidé à créer une division par équipes forte pour la WWF. Vers la fin de la « Golden Era », Bret « The Hitman » Hart de la Hart Foundation a commencé à se lancer dans une carrière solo, avec son match mémorable à SummerSlam 1992 contre le British Bulldog pour le championnat Intercontinental. Hart finira par remporter le championnat du monde la WWF contre Ric Flair plus tard dans l'année et remportera le tournoi King of the Ring l'année suivante.
En janvier 1993, la WWF a créé son programme de câblodistribution en prime time, Monday Night Raw, diffusé sur USA Network, mettant place à une nouvelle ère.

#### La «New Generation Era» (1993-1997)

Logo de la WWF (1993-1997).

En 1991, il a été rapporté que Hulk Hogan, Roddy Piper, Rick Martel, Brian Blair et Dan Spivey devaient témoigner qu'ils avaient acheté des stéroïdes auprès du Dr. George T. Zahorian, médecin de la WWF, qui était accusé de distribution illégale de drogue. Deux ans plus tard, Vince McMahon a été inculpé en raison de son lien avec Zahorian, et a fait face à une éventuelle peine de prison de huit ans et à une amende de 500 000 $ s'il est reconnu coupable. Le procès a commencé le 7 juillet 1994 avec le procureur, qui a promis d'exposer « le ventre corrompu et sombre » de la WWF, a prétendu que McMahon distribuait des stéroïdes « comme des bonbons » et faisait pression sur les lutteurs pour qu'ils prennent la drogue. Le catcheur Nailz a témoigné que McMahon lui avait dit une fois : « Je te suggère fortement d'aller au gaz ». Quelques jours plus tard, Hogan a admis que l'usage de stéroïdes parmi les lutteurs de la WWF était commun, mais a nié jamais être contraint de le faire par McMahon. Une semaine plus tard, McMahon a été acquitté de toutes les charges.

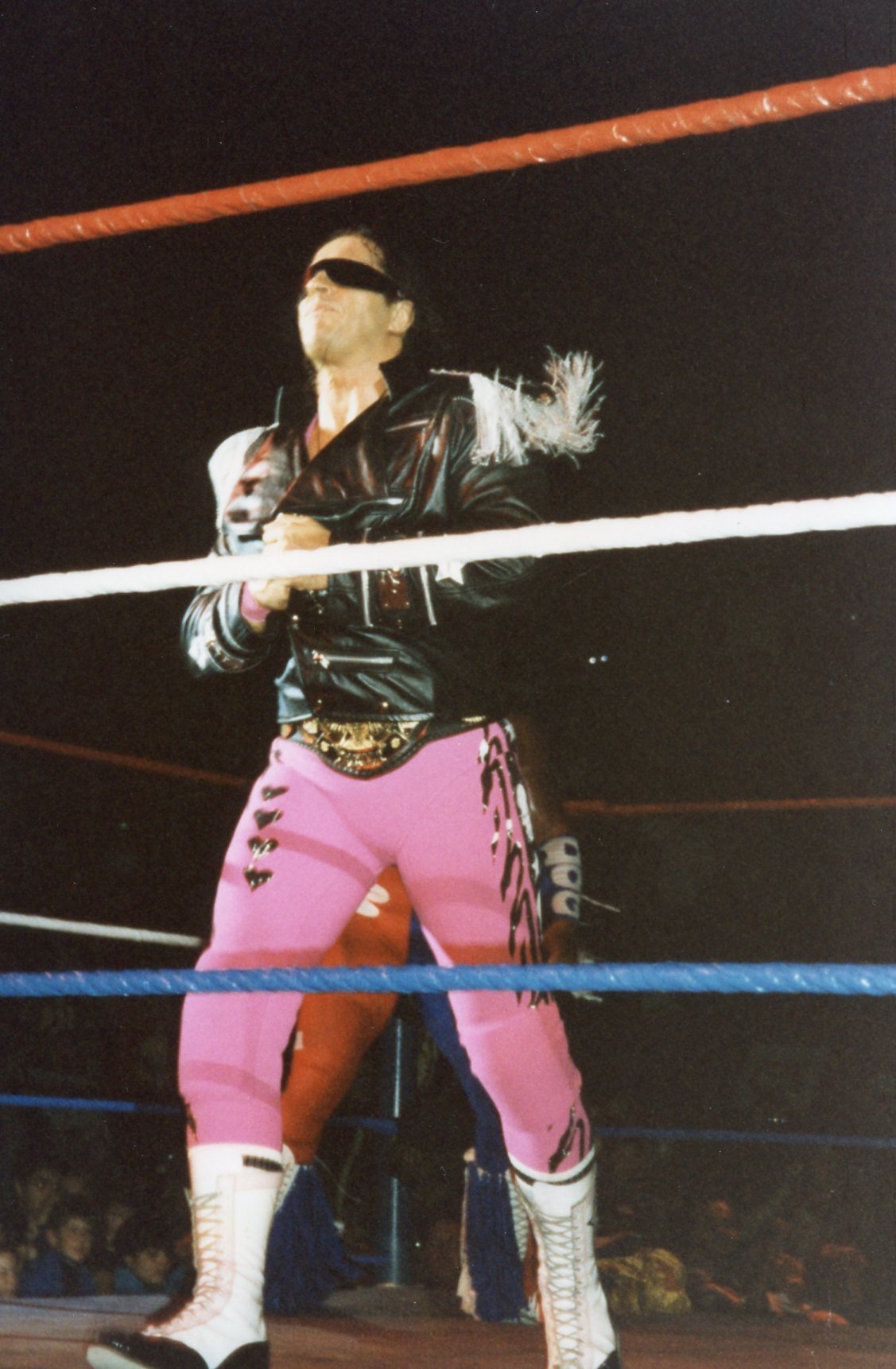
Au cours des années 1990, Bret Hart succède à Hulk Hogan comme visage de la WWF.

En raison de la mauvaise pub liée au scandale des stéroïdes en 1992, Vince McMahon a commencé à attirer l'attention du public aux jeunes talents. À la mi-1993, Bret « The Hitman » Hart, Shawn Michaels, l'Undertaker, Razor Ramon, Diesel, Yokozuna, le 1-2-3 Kid, Owen Hart et d'autres sont devenus les stars de ce que la WWF a finalement qualifié de "nouvelle génération". Hulk Hogan, le visage de la WWF jusqu'alors, a quitté la compagnie à l'été 1993 et Bret Hart est devenu l'une des stars les plus populaires de cette période, devenant le nouveau visage de la WWF, jusqu'à son départ en 1997.

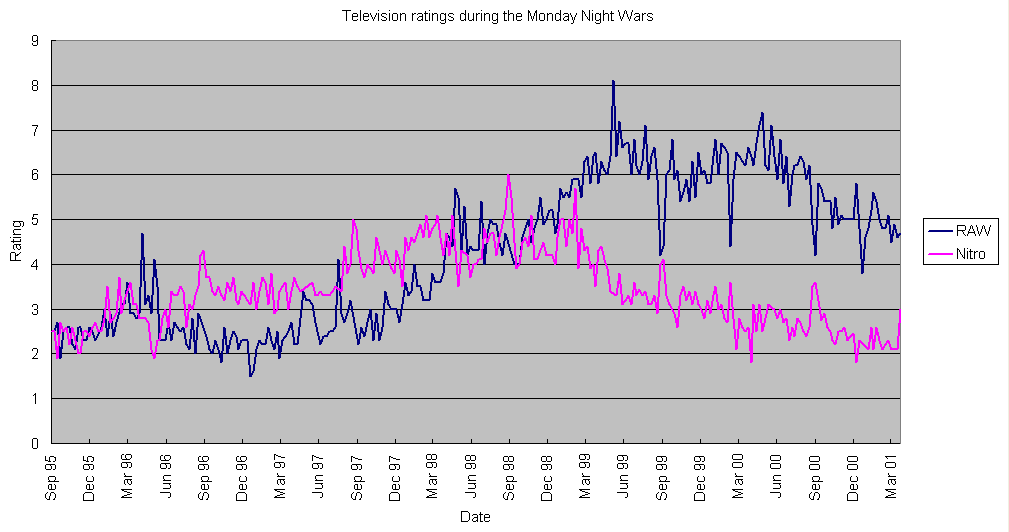
Les audiences respectives en graphique durant les Monday Night Wars (1995-2001).

En 1995, la WCW lance l'émission Monday Nitro sur la chaîne TNT, aux États-Unis, afin de concurrencer WWF Monday Night Raw, l'émission phare de la WWF, passant sur la chaîne USA Network, le même jour (lundi soir), de qui plus est, à la même heure.
Monday Nitro sera l'émission qui changera la face du catch professionnel à jamais. Le concept était très simple, mais redoutablement efficace (du moins, au départ) ; pour l'émission, diffusée en direct, les scénarios étaient réduits à des ébauches, et le fil de l'émission et les combats étaient improvisés en cours de diffusion, principalement en fonction de la réaction du public.
Ce concept révolutionnaire permettait d'une part d'éviter les fuites sur ce qui allait se dérouler, mais aussi, de redresser la barre si le public ne réagissait pas bien à telle ou telle situation. Les Monday Night Wars sont nées.
À la mi-1996, avec l'introduction du New World Order (nWo), un clan dirigé par les anciens lutteurs de la WWF Hulk Hogan, Scott Hall (Razor Ramon) et Kevin Nash (Diesel), Nitro entame une domination de près de deux ans. Plusieurs catcheurs ont quitté la WWF pour aller à la WCW, y compris Ted DiBiase, Curt Hennig, Alundra Blayze (la championne de la WWF) et The 1-2-3 Kid tandis que Bret Hart a décidé de rester avec la WWF malgré une offre lucrative de la WCW. À Badd Blood: In Your House en octobre 1997, le premier Hell in a Cell s'est tenu entre l'Undertaker et Shawn Michaels, que Michaels a gagné après l'interférence du demi-frère d'Undertaker, Kane. Le match Hell in a Cell est depuis devenu l'un des matchs les plus populaires de l'histoire du catch.
En 1997, McMahon a également informé Bret Hart qu'il ne pouvait plus se permettre de lui payer ce que son contrat stipulait, et a suggéré qu'il retourne au contrat plus lucratif que la WCW lui avait offert. Hart a signé avec la WCW mais une controverse dans les coulisses s'est développée au cours des derniers matchs de Hart, ayant pour résultat le tristement célèbre Montreal Screwjob. Hart défendait le championnat de la WWF contre Shawn Michaels aux Survivor Series 1997, quand McMahon a ordonné à l'arbitre (Earl Hebner) d'arrêter le match et de déclarer Michaels champion. Pendant que Hart est allé à la WCW, McMahon a reçu l'énorme contrecoup des médias et des lutteurs, l'inspirant à créer le personnage de Mr. McMahon, un patron tyrannique.

#### L'«Attitude Era» (1997-2001)

Logo de la WWF durant l'« Attitude Era » (1997-2002).

En 1997, Vince McMahon a répondu au grand succès de la WCW en embarquant la WWF dans une direction différente avec des personnages plus réalistes et des scénarios plus pointus. Le clan D-Generation X (composé de Shawn Michaels, Triple H, Rick Rude et Chyna) et Stone Cold Steve Austin, dont son ascension vers la popularité a commencé lors du King of the Ring et le fameux "Austin 3:16 speach". Bien qu'il ait commencé comme un heel, sa popularité commençait à dépasser progressivement celle des faces de la compagnie. Le 15 décembre 1997, Vince McMahon a diffusé une promo lors de l'épisode de Raw is War afin de lancer la fédération dans une « campagne plus innovante et contemporaine », et lance la WWF dans une nouvelle ère : l'« Attitude Era ».

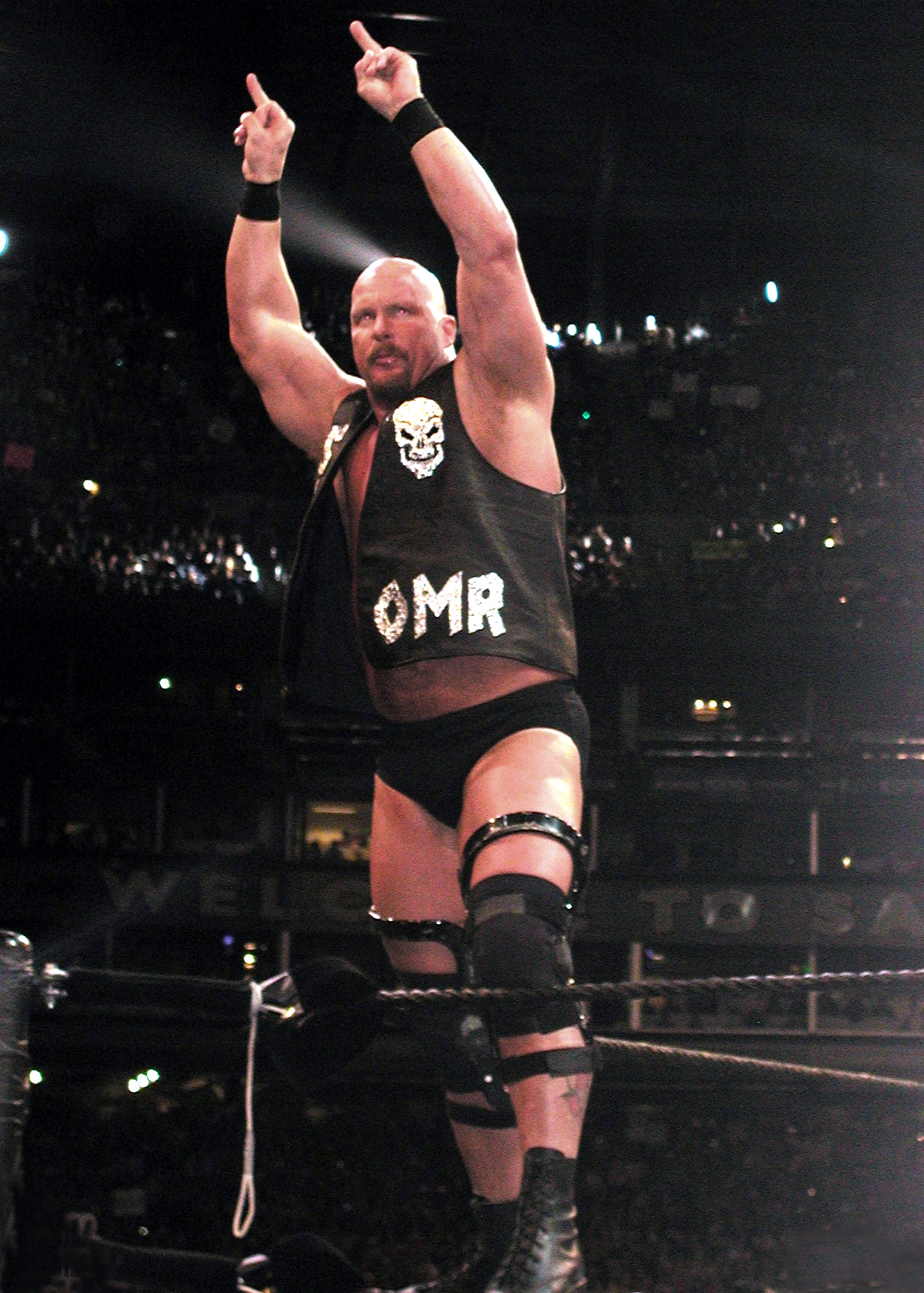
Stone Cold Steve Austin est le visage de la WWF durant l'« Attitude Era ».

Après le départ de Bret Hart, la compagnie a mis en place une forte poussée du personnage populaire de l'anti-héros, Stone Cold Steve Austin dont la popularité augmentait et était similaire à la popularité de Hulk Hogan dans les années 1980. Lors d'une storyline impliquant également Mike Tyson à WrestleMania XIV en mars 1998, Austin devint champion de la WWF en battant Shawn Michaels, donnant naissance à l'ère Austin et au personnage despotique de Mr. McMahon qui commença une longue rivalité avec Austin. Plus tard dans l'année, de nouveaux talents ont émergé à la WWF : The Rock, Triple H, Mick Foley et Kane ont renforcé la division de la WWF tandis que des clans tells que la D-Generation X et la Nation of Domination ont aidé à lutter contre la WCW et sa New World Order.
La WWF a rebondi dans ses cotes et sa popularité, Raw is War battant finalement Nitro pour la première fois en 84 semaines, le 13 avril 1998. Les cotes continueront d'augmenter en 1998 et 1999. Un match de 12 minutes entre Stone Cold Steve Austin et l'Undertaker a obtenu une note de 9,5 le 28 juin 1999. Il est actuellement le match le mieux coté de l'histoire de Raw.
L'« Attitude Era » a vu la WWF étendre sa couverture télévisuelle et sa structure commerciale. Pendant cette période, la société mère de la WWF, Titan Sports, a été rebaptisée World Wrestling Federation Entertainment, Inc. (WWFE, Inc. ou WWFE) et est devenue une société cotée en bourse le 19 octobre 1999, offrant 10 millions d'actions au prix de 17 $ chacune, et a commencé à négocier à la bourse de New York en octobre 2000.

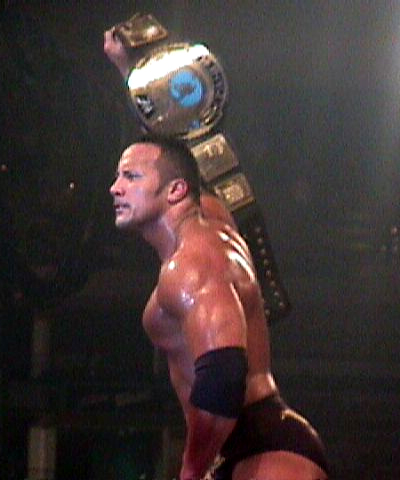
Grâce à son charisme, The Rock est l'une des têtes d'affiche de l'« Attitude Era ».

En 1999, la WWF a lancé un programme secondaire connu sous le nom de SmackDown! sur la chaîne UPN pour rivaliser avec l'émission WCW Thunder. SmackDown! a fait ses débuts avec une émission spéciale le 29 avril 1999. À partir du 26 août 1999, SmackDown! de la WWF a été diffusé chaque semaine. En 2000, la WWF, en collaboration avec NBC, a créé la XFL, une nouvelle ligue de football américain. La XFL, cependant, a été un échec, n'ayant duré qu'une seule année avant de fermer ses portes.
L'écrivain en chef Chris Kreski a remplacé Vince Russo et Ed Ferrara, qui sont partis à la WCW en 1999. Le travail de Kreski était admiré notamment pour ses histoires bien planifiées et détaillées, et la période de transition a vu des rivalités et des histoires comme la rivalité entre Triple H et Cactus Jack, le triangle amoureux Triple H - Kurt Angle - Stephanie McMahon, et une rivalité très réussie entre les Hardy Boyz, Edge et Christian, et les Dudley Boyz. Aux Survivor Series, Stone Cold Steve Austin a été renversée par une limousine pour l'écarter de la télévision quelque temps en raison d'une blessure sérieuse au cou.
Avant WrestleMania 2000, la famille McMahon était entrée dans une rivalité pour la première fois à l'écran, mettant en place pour le main event un match à quatre « McMahon in Every Corner » entre Big Show (dirigé par Shane McMahon), The Rock (dirigé par Mr. McMahon), Triple H (dirigé par Stephanie McMahon-Helmsley) et le futur commissaire de la WWF, Mick Foley (dirigé par Linda McMahon. Triple H l'a emporté après que Mr. McMahon a frappé The Rock et a conservé ainsi le championnat de la WWF.
Stone Cold Steve Austin fait son retour à Unforgiven 2000 et fait ensuite son retour sur le ring à No Mercy, pour se venger de Rikishi, qui avait été révélé comme le pilote de la limousine qui avait frappé Austin aux Survivor Series. Austin remporta le Royal Rumble l'année suivante et sortira victorieux de son match contre The Rock pour le championnat de la WWF à WrestleMania X-Seven avec l'aide de son ancien rival, Mr. McMahon, devenant ainsi un heel.

#### L'Invasion et la NWO (2001-2002)
Fin mars 2001, la WWF rachète la WCW et la ECW marquant la fin des Monday Night Wars et de l'« Attitude Era ». Dans la storyline, Shane McMahon a acquis la World Championship Wrestling en avril 2001 et le personnel de la WCW envahi la WWF. Pour la première fois depuis les Monday Night Wars, l'achat de la WCW par le WWF avait rendu possible une importante rivalité inter-promotionnelle américaine, mais l'Invasion fut une déception pour de nombreux fans. L'une des principales raisons serait que de nombreuses stars de la WCW étaient toujours sous contrat avec l'ancienne société mère de WCW, AOL Time Warner, plutôt qu'avec la WCW elle-même, et leurs contrats n'étaient pas inclus dans l'achat de la société. Ces lutteurs ont choisi de s'asseoir sur la durée de leurs contrats et être soutenus financièrement par AOL Time Warner plutôt que de travailler pour WWF pour un salaire moins cher.

Logo de la WCW lors de l'Invasion à la WWF

Le 9 juillet 2001, les stars de la WCW et de la ECW (acquise par Stephanie McMahon dans un scénario similaire) ont uni leurs forces, formant The Alliance avec le propriétaire de la WCW Shane McMahon et le nouveau propriétaire de la ECW Stephanie McMahon avec le soutien et l'influence du propriétaire original de l'ECW, Paul Heyman. Au pay-per-view WWF InVasion, Stone Cold Steve Austin a trahi la WWF et a aidé l'Alliance à remporter le 5-Man Tag Team Match. Aux Survivor Series, la WWF a finalement battu la WCW et la ECW dans un match où les gagnants remporte tous les droits. L'angle de l'Invasion est donc terminé. Au lendemain de l'Invasion, le WWF a apporté plusieurs changements majeurs à son produit : Ric Flair est retourné à la WWF en tant que "copropriétaire" de l'entreprise, en conflit avec Vince McMahon. Jerry Lawler est retourné à la compagnie après une interruption de neuf mois, après que son remplacement aux commentaires par Paul Heyman a été renvoyé à l'écran par Vince McMahon. Plusieurs anciennes stars de l'Alliance ont été intégrées à la liste principale de la WWF, comme Booker T, The Hurricane, Lance Storm et Rob Van Dam. Lors de Vengeance , Chris Jericho a unifié le championnat de la WCW et le championnat de la WWF, en battant The Rock et Steve Austin le même soir.

Logo de la ECW de Paul Heyman.

Hulk Hogan fait son retour après 9 ans d'absence, avec Kevin Nash et Scott Hall dans le but de réunir la nWo à No Way Out 2002, en février 2002. Cependant, le scénario s'est avéré impopulaire auprès des fans et Hogan est rapidement redevenu face à WrestleMania X8 après son match dit « classique » avec The Rock.

### World Wrestling Entertainment (WWE) (2002-...)

Logo de la World Wrestling Entertainment (2002-2015).

Depuis l’an 2000, la World Wrestling Federation se bat contre une poursuite de la World Wildlife Fund, qui demande à la cour d’interdire à la World Wrestling Federation d’utiliser les initiales WWF au Royaume-Uni. Le tout se réglera le 6 mai 2002, lorsque la fédération change son nom pour la World Wrestling Entertainment et adopte les initiales "WWE". La compagnie mère, la World Wrestling Federation Entertainment, adopte elle aussi ce nom.
Le logo est ensuite modifié et on lance une grande campagne de promotion appelée "Get The F Out" pour aider à publiciser le changement de nom. On retire toutes mentions verbales ou visuelles de la WWF, et la phrase « World Wrestling Federation » du logo attitude est modifié sur toutes les anciennes images et émissions. Depuis le 23 juillet 2012 (date du 1000e épisode de WWE Raw), un nouvel accord a été trouvé entre les deux entreprises et la WWE a le droit d'utiliser le logo uniquement lors de séquences d'archives, mais pas dans de nouveau matériel vidéo (show télévisé ou jeu).
Début avril 2011, à la suite de la décision du président officiel de la WWE Vince McMahon, la compagnie est renommée WWE Incorporated pour enlever la mention Wrestling dans son nom. Depuis il apparaît clairement que cette décision fut renversée, puisque World Wrestling Entertainment est mentionnée dans l'ensemble des documents légaux de la WWE.

#### La «Ruthless Agression Era» (2002-2008)
| - Logo de Raw lors de la première Brand Extension. - Logo de SmackDown lors de la première Brand Extension. |

En avril 2002, avec un excès de catcheurs dans son roster pour avoir acheté des anciennes WCW et ECW, la WWE avait besoin d'un moyen de fournir une exposition à tous ses talents. Ce problème a été résolu en introduisant ce qu'on appelle la Brand Extension, où les deux shows principaux, Raw et SmackDown! sont séparés en deux rosters distincts. Les catcheurs, les commentateurs et les arbitres sont envoyés dans un des deux shows, et les deux émissions ont reçu des managers généraux distincts à l'écran. Peu de temps après, dans l'épisode de Raw du 24 juin, Vince McMahon a officiellement qualifié la nouvelle ère de « Ruthless Agression » (littéralement, « l'agression impitoyable ». Plus tard en 2002, après que le champion de la WWE Brock Lesnar a annoncé lui-même qu'il allait du côté de SmackDown! et avec la création du championnat du monde poids-lourds, chaque division avait ses championnats distincts. De plus, les deux divisions ont commencé à mettre en scène des pay-per-views individuels à la carte avec seulement les catcheurs de la division en question (seuls le Royal Rumble, WrestleMania, SummerSlam et les Survivor Series sont restés à deux marques extra-brands). Cette pratique a été abandonnée après WrestleMania 23. En effet, Raw et SmackDown ont été exploités comme deux promotions distinctes, avec la Draft qui a lieu chaque année pour déterminer quel catcheur a été attribué à une division. Cela a duré jusqu'en août 2011, lorsque les deux promotions ont été fusionnées.
Les deux stars principales de l'« Attitude Era », Stone Cold Steve Austin et The Rock, ont finalement quitté l'entreprise en 2003 et 2004, tandis que Brock Lesnar, le plus jeune champion de la WWE, et Randy Orton, le plus jeune champion du monde poids-lourd, ont connu un énorme succès. Triple H sera également l'une des têtes d'affiche pendant cette période, remportant plusieurs championnats du monde, appelant cette période le « Reign of Terror », tout comme l'Undertaker dont la série de victoires à WrestleMania a commencé à devenir célèbre .Rey Mysterio, Kurt Angle, Edge, Eddie Guerrero, Chris Benoit, Big Show, John « Bradshaw » Layfield et Rob Van Dam ont également eu l'occasion de participer à des événements majeurs et tous sont devenus champions du monde à plusieurs reprises. De la mi-2002 à 2003, la WWE a apporté à la compagnie plusieurs stars majeures de la WCW, dont Eric Bischoff, Scott Steiner, Goldberg, Kevin Nash et Ric Flair. The Great American Bash, qui était à l'origine un pay-per-view de la WCW, a fait ses débuts à la WWE.

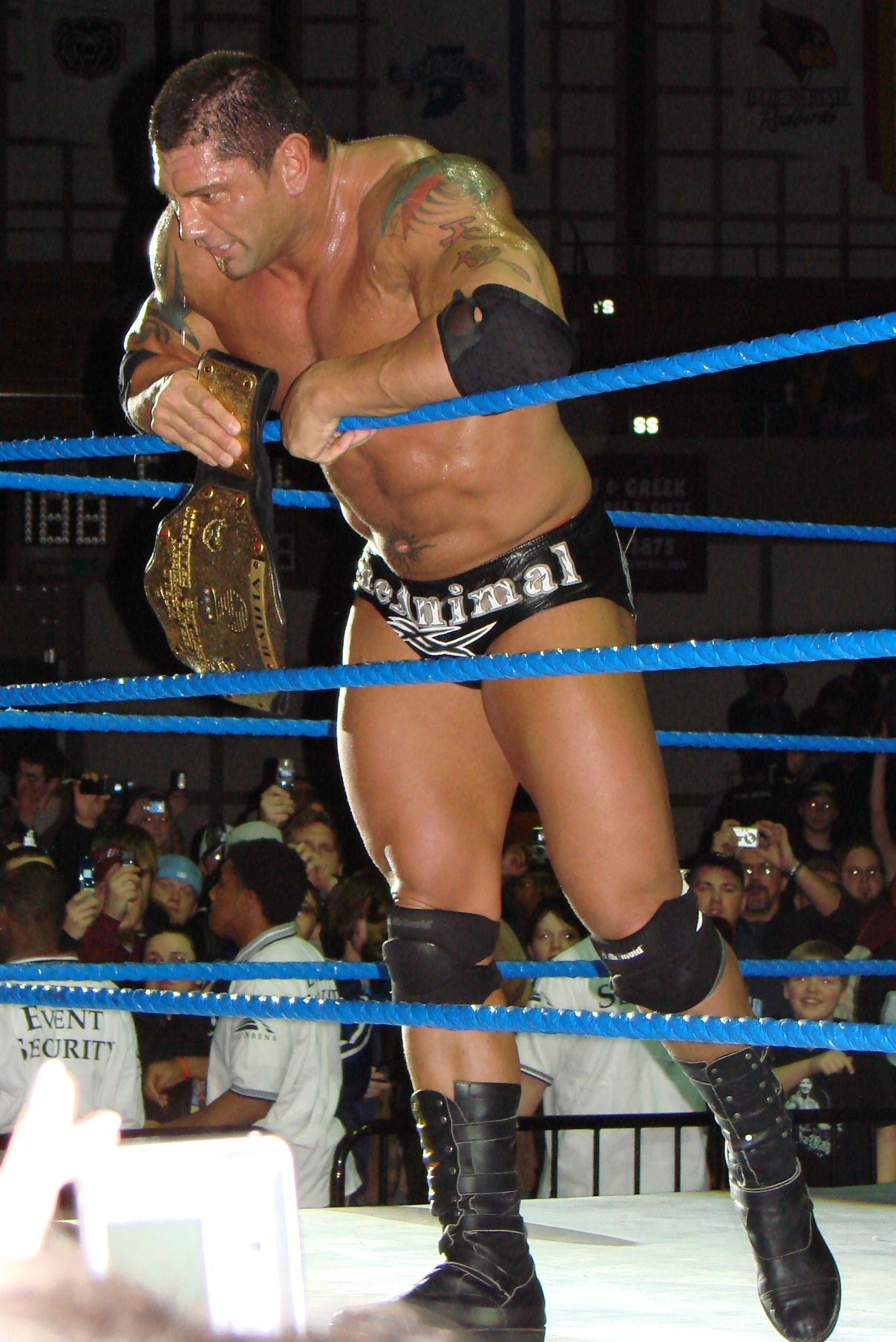
Batista fait ses débuts dans le clan de l'Evolution. Il commencera sa carrière solo en 2005 quand il est transféré à SmackDown, et deviendra une figure emblématique de la division bleue durant cette période.

Eddie Guerrero, de la fameuse famille mexicaine de catch, la famille Guerrero, a atteint une célébrité énorme au cours de cette période. Il a gagné une large base de fans en 2003 à SmackDown!, qui lui a permis d'accéder rapidement à son statut de main eventer et a finalement remporté son premier championnat du monde, le WWE Championship à No Way Out en 2004. Il est resté le meilleur lutteur de la compagnie après avoir remporté le championnat de la WWE, jusqu'à sa mort prématurée le 13 novembre 2005. Il a été intronisé au Temple de la renommée de la WWE, l'année suivante en 2006. La mort de Guerrero en raison de sa toxicomanie a amené la WWE à appliquer la politique de bien-être de la WWE pour empêcher les catcheurs d'utiliser des stéroïdes nocifs. Les circonstances de sa mort permettent à son ami Rey Mysterio de remporter le Royal Rumble 2006 et le World Heavyweight Championship à WrestleMania 22.
Cependant, les plus grandes stars à émerger lors de cette époque sont John Cena et Batista. À ses débuts, Cena deviendra rapidement populaire grâce à son personnage de rappeur "The Doctor of Thuganomics" à SmackDown, recevant un match de championnat pour le titre de la WWE contre Brock Lesnar à Backlash 2003, et eut une rivalité avec l'Undertaker pendant l'été. À WrestleMania 21, il a remporté son premier championnat mondial quand il a battu John « Bradshaw » Layfield, le champion de la WWE. La popularité de Cena a explosé quand il a été repêché à Raw au Draft de 2005, où il est rapidement devenu le visage de la WWE, succédant à des gros noms comme Stone Cold Steve Austin ou Hulk Hogan. La popularité de Cena lui a permis de devenir le recordman de vœux pour la fondation Make-A-Wish, en accordant plus de 500 souhaits en août 2017. Un autre catcheur populaire durant cette période a été Bobby Lashley, de la division WWE ECW. Cena a battu Lashley au Great American Bash en 2007, peu avant le départ de Lashley de la WWE.

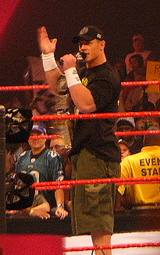
John Cena est la plus grosse star à émerger au début de la « Ruthless Agression Era », devenant le nouveau visage de la WWE au cours des années suivantes.

Début 2005, la popularité de Batista est monté à la même vitesse que celle de Cena, remportant le Royal Rumble 2005 et le World Heavyweight Championship à WrestleMania 21 en battant Triple H. Plus tard dans l'année, Batista bat de nouveau Triple H dans un Hell in a Cell match à Vengeance. Batista connait un grand succès dans les mois suivants, mais il se blesse début 2006 et manque WrestleMania 22. Après être revenu et avoir remporté un autre championnat du monde, Batista défend son titre contre l'Undertaker à WrestleMania 23 en 2007. John Cena et Batista s'affrontent pour la première fois à SummerSlam 2008, avec une victoire de Batista.
En août 2002, Shawn Michaels revient également en tant que lutteur, à SummerSlam après une interruption de plus de quatre ans. Il connaîtra un grand succès et remportera le championnat du monde poids-lourd dans le tout premier Elimination Chamber match aux Survivor Series 2002. En 2006, Michaels se réunira avec Triple H pour former à nouveau le groupe populaire des années 1990, la D-Generation X. Ils ont eu une grande rivalité avec les Spirit Squad, la famille McMahon, et le Rated-RKO (Edge et Randy Orton), rivalité qui s'est terminé prématurément lorsque Triple H a subi un déchirement du quadriceps en 2007.
La « Ruthless Agression Era » a vu également la naissance du Money in the Bank Ladder match. Le concept a été introduit en mars 2005 par Chris Jericho. Jericho a présenté l'idée au manager général de Raw Eric Bischoff, qui l'a aimé et l'a rapidement signé pour WrestleMania 21 en assignant Jericho, Christian, Chris Benoit, Edge, Shelton Benjamin, et Kane à participer au match. Edge a remporté ce match inaugural, et depuis, le match est devenu un moyen d'élever de nouvelles stars au rang de stars principales, avec des gagnants tels que CM Punk, Daniel Bryan, Alberto Del Rio et Seth Rollins. Le format du match était à l'origine exclusif à WrestleMania, annuellement, jusqu'en 2010 avec la création d'un pay-per-view Money in the Bank. En 2017, Shane McMahon a annoncé le tout premier Money in the Bank féminin, remporté par Carmella.
En 2005, la WWE a commencé à réintroduire l'ancienne Extreme Championship Wrestling (ECW) à travers son contenu vidéo et une série de livres, dont la sortie de The Rise and Fall of ECW.
Le 26 mai 2006, la WWE a officiellement annoncé la relance de la franchise avec sa propre émission sur Sci-Fi de NBC Universal, à partir du 13 juin 2006. Malgré les inquiétudes initiales concernant le catch professionnel, la présidente de la chaîne Sci-Fi, Bonnie Hammer, a déclaré qu'elle pensait que la ECW correspondrait au thème de la chaîne « étirer l'imagination ».

La ECW fait son retour en tant que 3e division de la WWE.

Le 13 juin, Paul Heyman, ancien propriétaire de la ECW et nouveau représentant de la division ECW, a recommandé le championnat du monde poids-lourd de la ECW pour être le championnat mondial de la division et l'a décerné à Rob Van Dam. Sous la bannière WWE, la ECW a été présenté dans un style modernisé à celui où il s'agissait d'une promotion indépendante et a été produit suivant le même format que les autres divisions, avec des règles de match, comme les décomptes à l'extérieur et les disqualifications. Les matchs mettant en vedette l'ensemble de règles de l'ancienne ECW ont été classés comme étant contestés en vertu des « règles extrêmes » et n'ont été fait que lorsque cela était spécifié autrement. La division a cessé d'exister le 16 février 2010.
La « Ruthless Agression Era » a pris fin en juillet 2008, après le violent match opposant Shawn Michaels à Chris Jericho au Great American Bash 2008, match jugé trop violent, notamment par Linda McMahon qui était en course pour une place au Sénat. La WWE a pris la décision d'arrêter ses émissions diffusées en TV-14 et de remettre en place la TV-PG, marquant le début d'une nouvelle ère.

#### La «PG Era» (2008-2014)

Logo de WWE HD

Au cours de l'été 2008, la WWE a commencé à prendre ses distances avec le contenu agressif des années passées, allant dans le sens d'une approche plus conservatrice. L'épisode de SmackDown du 22 juillet 2008 a été le premier à utiliser une note de télévision PG plutôt que d'utiliser une notation PG-14, marquant officiellement le début de la « PG Era ». Durant les premières années de l'ère, ce sont les fans qui ont inventé le terme de « PG Era », mais les références des catcheurs eux-mêmes sont venues plus tard comme Triple H dans son documentaire "Thy Kingdom Come" et Natalya lors d'un épisode de "Table for 3". En 2009, la WWE a débuté un concept d'accueil de guest stars (inviter chaque semaine une célébrité pour Raw), initialement avec Donald Trump (dans le scénario, il était propriétaire d'une seule nuit de Raw). Ce concept va durer jusqu'en 2010. Toujours en 2009, la D-Generation X se réunit et remportera les championnats par équipes unifiés au main de Chris Jericho et Big show dans un match TLC match. Le 4 janvier 2010, Bret Hart est revenu à la WWE après une absence de treize ans, où il s'est réconcilié avec Shawn Michaels à l'écran. À WrestleMania XXVI, Michaels a pris sa retraite à la suite de une défaite contre l'Undertaker. Batista a quitté la WWE en mai 2010 et Chris Jericho en septembre de la même année. Lors de l'été 2010, un clan regroupant les 8 rookies de la saison 1 de NXT a vu le jour. Nommé The Nexus, le groupe lutte dans la division RAW et attaque plusieurs superstars des différentes divisions. Ils ont notamment marqué les esprits lors de leur première apparition le 7 juin 2010 en attaquant notamment John Cena et CM Punk, mais en détruisant également tout le décor de la salle. Emmené par leur leader Wade Barrett et promis à un avenir glorieux à la WWE, le groupe se dissout finalement quelques mois plus tard mais remportera tout de même deux titres de champion par équipe. Triple H et l'Undertaker ont mis fin à leurs carrières à temps plein courant 2010. Une autre star prend également sa retraite en avril 2011 : Edge, à la suite d'une grave blessure au niveau de la nuque. En 2010, Bret Hart a brièvement occupé le poste de manager général de Raw avant d'être remplacé par un général manager anonyme. Au début de 2011, The Rock est revenu à la WWE quand il a été annoncé comme l'hôte de WrestleMania XXVII. Rock a commencé une rivalité transgénérationnelle avec John Cena et l'a battu dans un match à WrestleMania XXVIII.

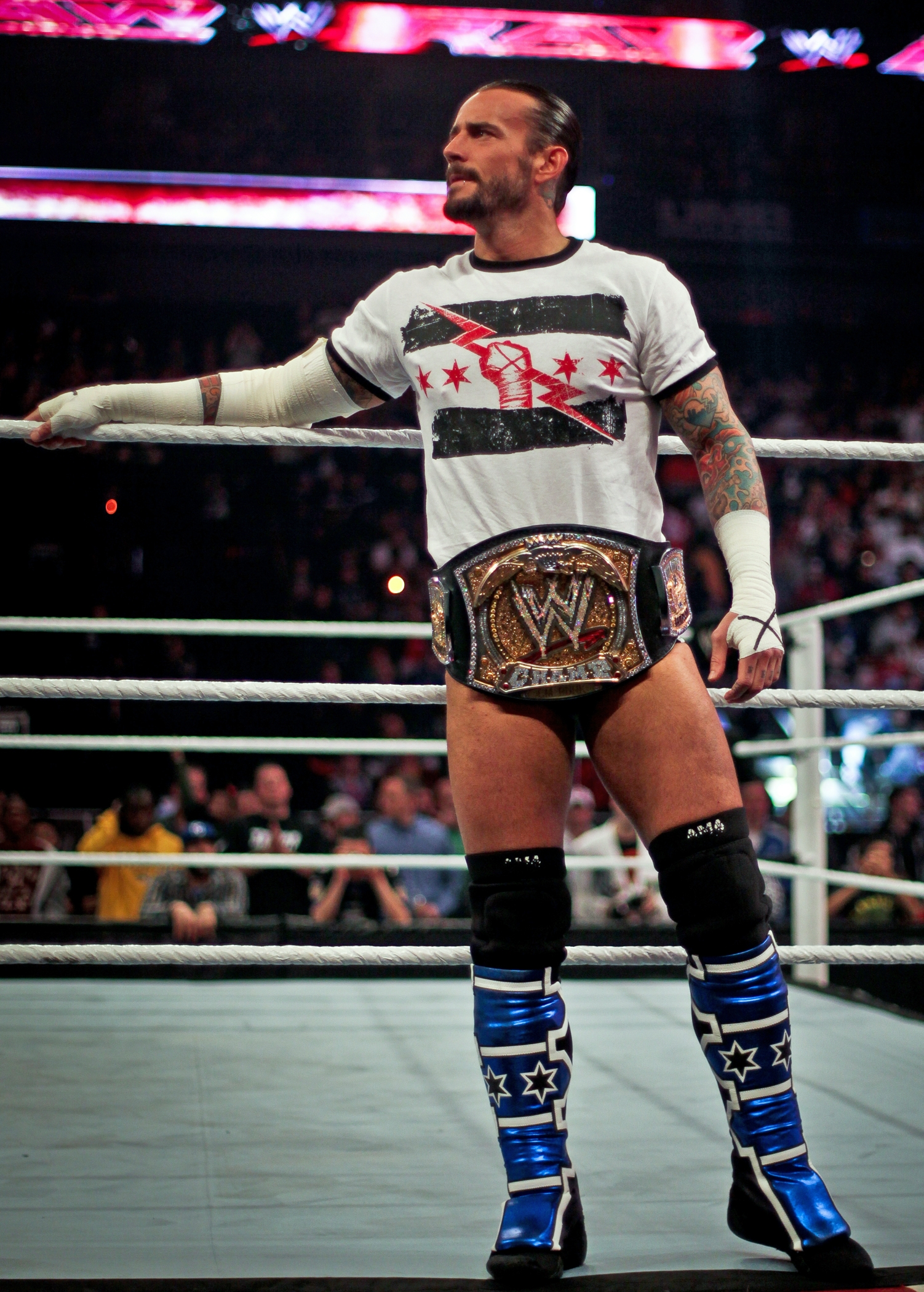
CM Punk l'un des nouveaux visages de la « PG Era ». Son règne du championnat de la WWE a duré 434 jours.

En août 2011, la WWE a commencé à supprimer progressivement la Brand Extension en donnant à Raw le slogan « SuperShow », ce qui signifie que les catcheurs pouvaient apparaître à Raw et SmackDown. Tout au long de la Brand Extension originale de la WWE, la compagnie a tenu 9 Drafts au total. À partir du 1000e épisode de Raw, diffusé le 23 juillet 2012, Raw a supprimé le slogan « SuperShow » et est passé d'une diffusion de deux heures à une diffusion de trois heures, un format réservé auparavant aux épisodes spéciaux. Des Superstars telles que CM Punk, Alberto Del Rio, Daniel Bryan, Sheamus, The Miz, Dolph Ziggler, Ryback, Kofi Kingston et Johnny Morrison ont été mis à l'honneur autour de cette période.
L'année 2011 a vu une rivalité très acclamée entre les deux Superstars les plus en vue de l'entreprise, John Cena et CM Punk. Leur match à Money in the Bank le 17 juillet a été nommé comme l'un des plus grands matchs de l'histoire de la WWE. Punk, qui était devenu la plus grande star de l'été 2011 grâce à sa tristement célèbre promo "Pipe Bomb", remporte le championnat de la WWE et le garde 434 jours avant de le perdre face à The Rock au Royal Rumble 2013, un règne reconnu par la WWE comme le sixième plus long règne de championnat de tous les temps et le plus long en 25 ans. The Rock a défendu le championnat jusqu'à ce qu'il ait été défait par John Cena à WrestleMania 29 dans une revanche de leur combat de l'année précédente. Cena perdra plus tard le titre à Daniel Bryan à SummerSlam. Immédiatement après le match, il a commencé une rivalité avec l'Autorité qui a vu Bryan devenir le face no 1 à la WWE, Cena étant blessé.
Après que Bryan a vu le championnat de la WWE le lui être retiré à Raw, après Night of Championsh, les fans auraient réussi à détourner des segments dans lesquels Bryan n'était pas impliqué ou impliqué seulement secondairement, avec son chant "Yes!". Le 15 décembre 2013, le championnat du monde des poids-lourds et le championnat WWE ont été unifiés dans un match TLC match entre Cena et Randy Orton, qui a été remporté par Orton et le championnat unifié a été brièvement appelé le WWE World Heavyweight Championship.

Logo de NXT

En juillet 2012, la WWE réorganise le concept de NXT, où l'émission devient le club-école officiel de la compagnie plutôt qu'une émission hebdomadaire traditionnelle comme Raw et SmackDown. La Florida Championship Wrestling (FCW) ferme officiellement ses portes. Le site de la FCW devient alors le site de NXT. Le championnat de NXT est le premier titre de NXT, dont son premier détenteur sera Seth Rollins, qui remporte le titre lors de l'émission du 29 août 2012 en battant Jinder Mahal. Quelques mois plus tard, The Shield voit le jour, clan regroupant trois anciens lutteurs de NXT, ils battront des catcheurs de renommée lors de leurs premiers mois. Le groupe se séparera à l'été 2014 avant de se reformer quelques années plus tard. Il est considéré comme l'un des plus grands groupe de l'histoire de la WWE.
Dans le même temps, le championnat par équipe de NXT est à son tour créé et mis en jeu dans un tournoi remporté par Adrian Neville et Oliver Grey à l'épisode du 13 février 2013 où ils battent Luke Harper et Erick Rowan,. Un troisième titre est créé en avril : le championnat féminin de NXT et est mis en jeu dans un tournoi où des catcheuses du club-école comme du roster principal font partie. Le titre sera remporté par Paige à l'épisode du 20 juin 2013, après avoir battu Emma en finales,. Bien que l'objectif de NXT est d'être un club-école, le show jaune a pris une autre dimension après l'arrivée de stars des fédérations indépendantes américaines comme Kevin Owens, Sami Zayn ou Samoa Joe et des catcheurs venant du Japon tels que Finn Bálor et Shinsuke Nakamura. NXT est désormais considéré comme une véritable troisième division disposant de ses propres pay-per-view : les Takeover.

#### La «Reality Era» (2014-2016)

Logo de la WWE à partir de 2014.

La nuit après le Royal Rumble 2014, CM Punk a quitté la WWE ayant le sentiment d'être maltraité par les fonctionnaires au sein de l'entreprise alors qu'il traitait une infection de staphylocoque mal diagnostiquée. Pendant ce temps, lorsque la montée de Daniel Bryan a été stoppée nette par la WWE et après le Royal Rumble, remporté par Batista qui venait de faire son retour, l'indignation des fans à propos du mauvais usage du personnage de Bryan a entraîné un changement imprévu pour le main event de WrestleMania XXX. À Raw le 23 mars 2015, Triple H a désigné la période que la WWE vivait comme la « Reality Era », a reconnu qu'Internet et ses fans étaient plus compétents que jamais et avaient plus d'influence sur l'entreprise que jamais. Bryan a finalement été inséré dans le main event de WrestleMania, remportant le WWE World Heavyweight Championship en battant Batista et Randy Orton. Toujours à WrestleMania XXX, l'Undertaker a été battu pour la première fois à l'événement par Brock Lesnar, après 21 victoires consécutives remontant à 1991,. Lesnar a ensuite battu John Cena à SummerSlam et a gagné le WWE World Heavyweight Championship, remportant son premier titre de la WWE depuis une décennie. La création du WWE Network et du WWE Performance Center ont également été des créations majeures au cours de cette période.

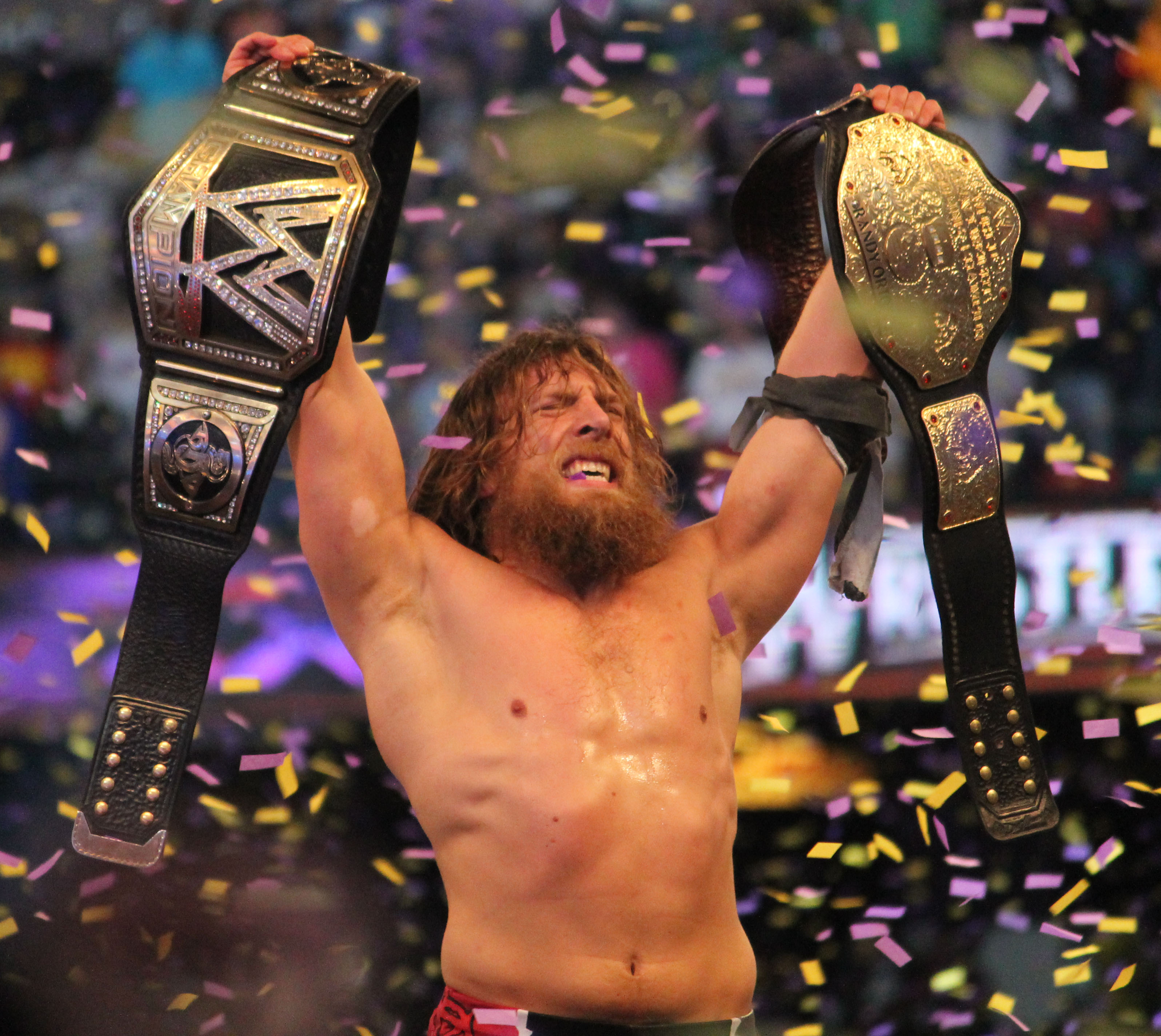
Daniel Bryan a su s'imposer durant la période « Reality Era ». Ici, en remportant le WWE World Heavyweight Championship à WrestleMania XXX.

Le WWE Network, une plateforme de streaming en ligne est lancée le 24 février 2014. Ce nouveau service vise à concurrencer les plateformes de diffusion des pay-per-view aux États-Unis ainsi que de monnayer la très vaste vidéothèque de l'entreprises mais aussi de ne plus dépendre des plateformes de diffusion de programmes en paiement à la séance (Dish Network, Direct TV). Le vendredi 20 août 2015, le logo de la compagnie change pour adopter le même design que celui du WWE Network.
Sting, la légende de la WCW, a fait ses débuts aux Survivor Series 2014 et a fait son premier match à WrestleMania 31 contre Triple H, match qu'il a perdu. Au même événement, l'Undertaker est revenu et a battu Bray Wyatt. Seth Rollins, ancien membre du Shield, connaît également le succès à cette époque, remportant le championnat du monde poids-lourds de la WWE et le gardant pour la majeure partie de l'année 2015 avant de devoir le rendre en raison d'une blessure. Cette époque a également vu la retraite de Daniel Bryan, un catcheur très populaire, qui avait remporté le WWE World Heavyweight Championship à WrestleMania XXX.
Le catcheur très populaire de la TNA AJ Styles a fait ses débuts à la WWE, au Royal Rumble 2016. Shane McMahon a fait son retour en février 2016, et a perdu dans un Hell in a Cell match face à l'Undertaker à WrestleMania 32. Cet événement a attiré la plus grande foule à assister à un événement WWE, dépassant les 100 000 spectateurs. Dans le main event, Roman Reigns a battu Triple H pour remporter le WWE World Heavyweight Championship. L'Autorité a officiellement été dissoute le 1er mai 2016.

#### La «New Era» et la «Women's Revolution» (2016-2020)
Le 25 mai 2016, après quelques années avec les rosters réunis, la WWE annonce le retour de la Brand Extension (la séparation de RAW et Smackdown), avec le retour de Smackdown en direct sur USA Network le mardi soir à partir du 19 juillet 2016. À la suite du retour de Shane McMahon mais qui a perdu contre Undertaker à Wrestlemania 32, il ne prend pas le contrôle de RAW, mais Vince McMahon annonce par la suite que Shane sera responsable de Smackdown et que sa sœur Stéphanie McMahon sera responsable de RAW. Par la suite, Shane McMahon gérera Smackdown avec Daniel Bryan, et Stéphanie McMahon gérera RAW avec Mick Foley.

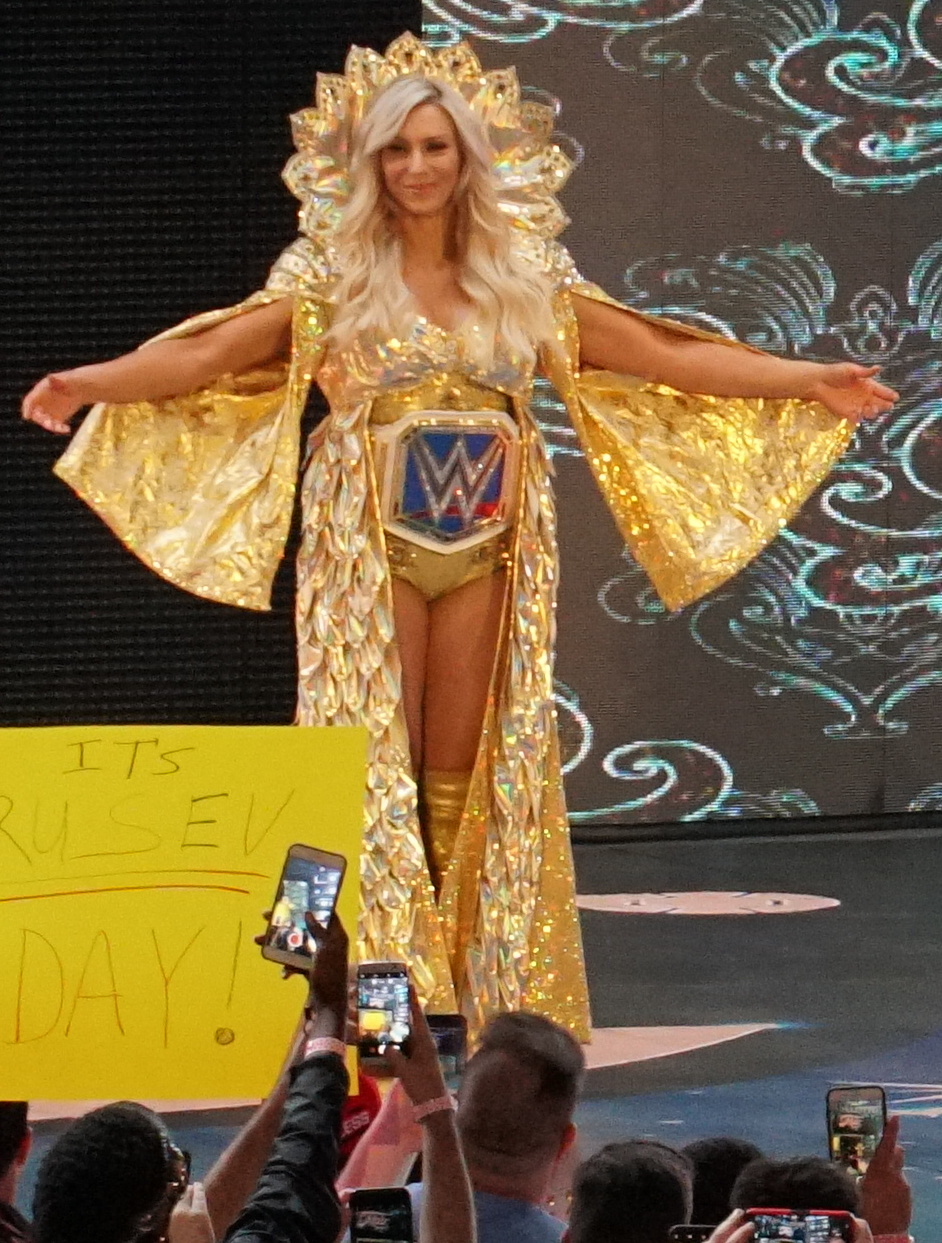
Charlotte Flair est l'un des visages de la « Women's Revolution ». Elle devient la catcheuse la plus titrée de l'histoire de la WWE.

Lors du draft du 19 juillet 2016, les catcheurs de la fédération sont affectés à l'une des deux branches. À la suite du draft, le WWE Championship devient exclusif à Smackdown, ce qui pousse les dirigeants de RAW à annoncer dès le lendemain la création d'une nouvelle ceinture : le WWE Universal Championship, dont le premier champion est Finn Bálor couronné lors de Summerslam (2016) face à Seth Rollins. Il est toutefois contraint de rendre vacant son titre le RAW suivant pour cause de blessure à l'épaule. Du côté de Smackdown, le show dévoile deux nouveaux titres : un titre par équipe (WWE Smackdown Tag Team Championship) et un titre féminin (WWE Smackdown Women's Championship) dont les designs sont identiques aux ceintures de RAW mais de couleur bleue.
La WWE organise durant l'été 2016 le tournoi du Cruiserweight Classic remporté par TJ Perkins, ce qui permet à RAW d'obtenir un championnat pour les catcheurs de catégorie moyenne pour le retour du Cruiserweight Championship. À partir du 29 novembre 2016, un nouveau show secondaire ouvre ses portes le mardi sur le WWE Network, il s'agit du 205 Live réservé aux catcheurs cruiserweight et remplace numériquement WWE Superstars s’arrête le 25 novembre. Le week-end du 14 et 15 janvier 2017, la WWE organise un tournoi en Angleterre permettant de désigner le premier United Kingdom champion. Au terme du tournoi, Tyler Bate est couronné champion en battant Pete Dunne en finale. Pendant la semaine de WrestleMania 33, la WWE annonce qu'un tournoi féminin, le Mae Young Classic (nom en rendant hommage à Mae Young) aura lieu à l'été 2017, il est remporté par la japonaise Kairi Sane.
Lors du premier Superstar Shake-up du 10 avril 2017, qui consiste à ce que les deux Brand (Smackdown et RAW) s'échange des superstars, le Intercontinental Championship retourne à RAW et, le lendemain, le United States Championship fait le chemin inverse vers SmackDown. Un an après, une semaine après Wrestlemania 34, les 16 et 17 avril 2018, un deuxième Superstar Shake-up a lieu. Le WWE United States Championship retourne en premier à RAW avec Jinder Mahal, mais celui-ci perd le titre le soir-même face à Jeff Hardy. Le lendemain, à Smackdown, Jeff Hardy débarque avec le titre, donc le titre reste finalement à Smackdown.
À partir du 16 janvier 2018, la WWE créée une nouvelle émission (WWE Mixed Match Challenge) consacrée à des matchs par équipe mixte (composée d'un homme et d'une femme par équipe), elle est diffusée le mardi après SmackDown sur Facebook. La finale a eu lieu le 3 avril 2018, elle opposait The Miz et Asuka à Bobby Roode et Charlotte Flair, elle a été remportée par The Miz et Asuka.
Le 17 février 2018, la WWE annonce la fin des pay-per-view exclusifs à chaque Brand. RAW et Smackdown font désormais partie des mêmes pay-per-view, système de PPV similaire à la "PG Era".

Evolution est le premier pay-per-view exclusif aux catcheuses.

Le 30 octobre 2016, la "Women's Révolution" débute. Pour la première fois de l'histoire de la WWE, le main-event d'un pay-per-view oppose deux femmes et par la même occasion, le premier Hell in a Cell match féminin, Sasha Banks contre Charlotte Flair à Hell in a Cell (2016). Par la suite, de nombreuses annonces vont accentuer cette révolution, en 2017, le tout premier Money in the Bank match féminin (qui sera exclusif pour les catcheuses de SmackDown cette année-là). Douze ans après la première édition chez les hommes à WrestleMania 21 en 2005, Carmella devient la première détentrice de la mallette, même si celle-ci avec été décroché par un homme, il s'agit de James Ellsworth. Ensuite, le 18 décembre 2017, Stéphanie McMahon annonce que se déroulera le premier Royal Rumble féminin lors du pay-per-view éponyme en 2018. Le Royal Rumble match féminin possède les mêmes règles que le match masculin et donne la possibilité à la gagnante de choisir la championne qu'elle désire affronter à WrestleMania. Lors de ce pay-per-view, Asuka devient la première femme à remporter le Royal Rumble féminin. Le lendemain, à RAW, Stéphanie McMahon annonce que le RAW Women's Championship, détenu par Alexa Bliss, sera défendu lors du premier Elimination Chamber match féminin. La championne parvient à conserver son titre lors de Elimination Chamber (2018).
Quelques mois après, lors de RAW du 23 juillet, Stéphanie McMahon, Vince McMahon et Triple H annoncent un Pay-Per-View spécial exclusif aux catcheuses, qui se nomme "Evolution" et qui s'est déroulé le 28 octobre 2018 à Long Island, New York.

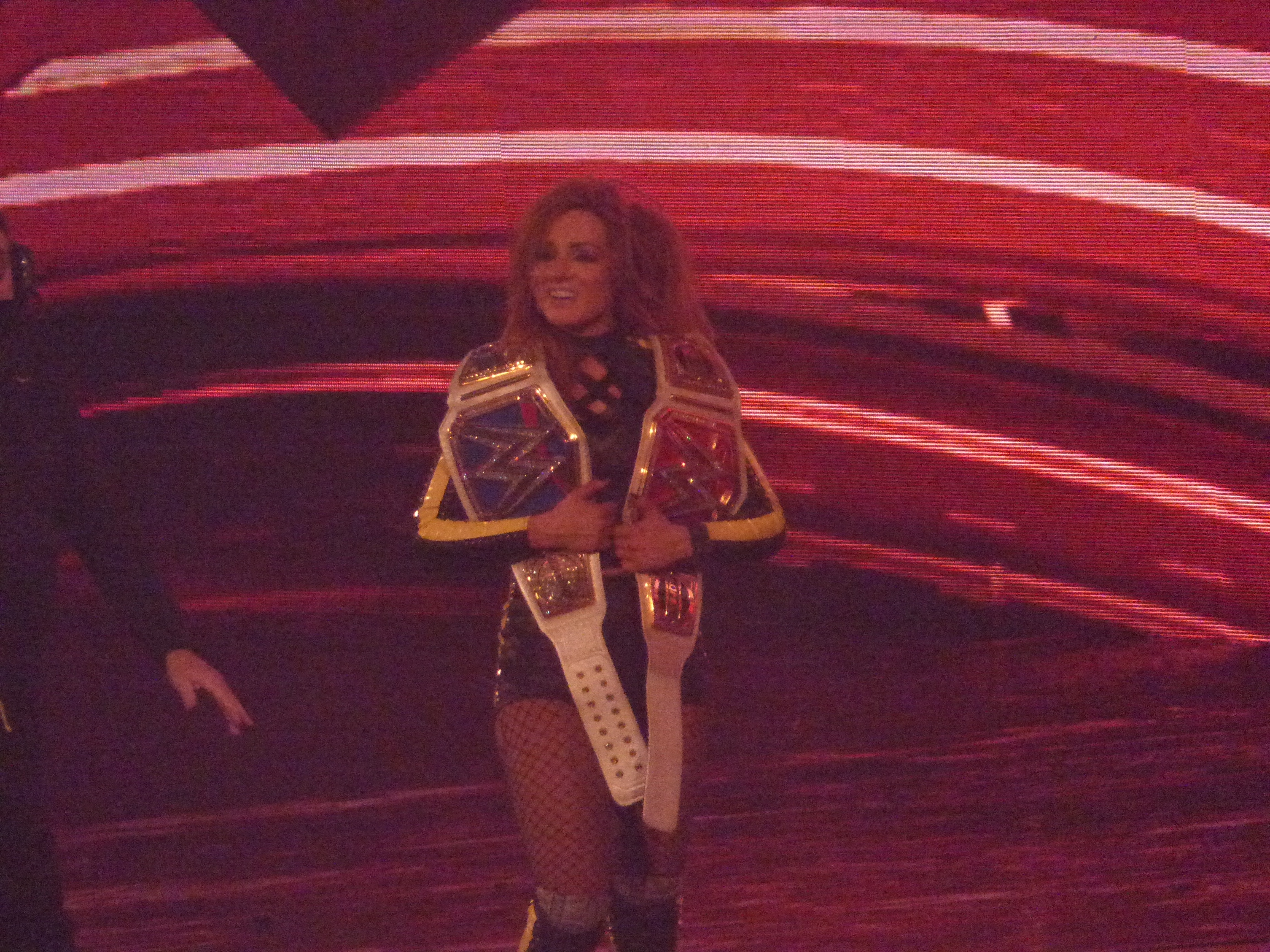
Becky Lynch remporte le premier main-event féminin de WrestlMania.

Par la voix de Triple H, la WWE annonce la création d'un show NXT indépendant spécialement pour le Royaume-Uni : WWE NXT UK. Il aura la particularité d'avoir dans son roster que des catcheurs et catcheuses issus du Royaume-Uni et de l'Irlande du Nord. Le Général Manager sera Johnny Saint. La nouvelle division démarre le 17 octobre 2018.
Le 3 septembre 2018 Renee Young devient officiellement la première commentatrice de l'histoire de RAW.
À la suite de la plus mauvaise audience de l'histoire de RAW en décembre 2018[réf. nécessaire], les dirigeants de la WWE réagissent. Dans le même mois, l'épisode de RAW du 25 décembre, réalise une nouvelle fois la pire audience de l'histoire du show.
Après quelques mois hors écran, Vince McMahon débarque à RAW le 17 décembre 2018 avec son fils, Shane McMahon, sa fille, Stéphanie McMahon et son gendre, Triple H. Stéphanie indique que c'est le moment de prendre un nouveau départ et que la WWE donne au public le pouvoir, quant à Triple H, il affirme que l'époque des dirigeants absents sont terminés et qu'ils vont désormais donner au public ce qu'ils veulent. De nouvelles superstars seront désormais mis en avant.
Le 14 janvier 2018, à RAW, Alexa Bliss annonce le retour d'un championnat par équipe féminin pour Elimination Chamber le 17 février 2019, Sasha Banks et Bayley deviennent les premières championnes. Le 18 février lors de Raw, il a également été annoncé que les titres seraient défendus à NXT. Au début de 2019, Seth Rollins remporte le Royal Rumble 2019 et tentera de vaincre le champion Universel Brock Lesnar à WrestleMania 35. Du côté féminin, Becky Lynch le remporte et choisi la championne de RAW Ronda Rousey, cependant après la décision de Vince McMahon, Charlotte Flair la remplace. Mais Becky Lynch a une deuxième chance de participer au match à WrestleMania à condition qu'elle batte Charlotte Flair à Fastlane. Elle remporte le match, ainsi les titres féminins de RAW et SmackDown sont défendus dans un Triple Threat Match à Wrestlemania 35 impliquant Ronda Rousey, Becky Lynch et Charlotte Flair dans ce qui est le premier main-event féminin de l'histoire de WrestleMania.

#### La WWE face à la pandémie de Covid-19 (2020-2022)
En raison de la pandémie de coronavirus qui frappe le monde au début de l'année 2020, la WWE décide d'organiser ses shows hebdomadaires (Raw, NXT, SmackDown) au Performance Center à Orlando et sans public à partir du vendredi 13 mars 2020. WrestleMania 36 est également délocalisé au centre d'entraînement de la WWE et se déroule à huis clos. Il verra le sacre de Drew McIntyre qui remportera le titre de la WWE contre Brock Lesnar. McIntyre devient ainsi le premier britannique de l'histoire à remporter ce titre. Le Superbowl du catch a lieu sur deux jours pour la première fois. Si beaucoup de fans ne comprenaient pas le choix de maintenir l'organisation du plus grand show de catch de l'année sans public, la WWE est parvenue à tirer son épingle du jeu grâce au Boneyard match entre l'Undertaker et AJ Styles et le Firefly Fun House match entre Bray Wyatt et John Cena. Il s'agissait de deux matchs cinématiques qui ont recueilli des critiques positives et ont sauvé le show.
L'état de Floride, par le biais de son gouverneur Ron DeSantis, donne le statut de service essentiel pour « les employés d’organisations sportives et de productions de médias avec une audience nationale — y compris les athlètes, performers, équipes de productions, équipes exécutives, équipe médias et toute autre personne nécessaire pour faciliter les services de soutien à cette production — uniquement si le lieu est fermé au grand public », ce qui permet à la WWE de continuer à enregistrer ses émissions. Le 15 avril 2020, la WWE annonce une série de licenciements pour faire des économies en raison de la crise. C'est ainsi 19 catcheurs dont Rusev, Karl Anderson, Luke Gallows, Zack Ryder, trois producteurs dont Dave Finlay, l'arbitre Michael Chioda présent dans la compagnie depuis 31 ans ainsi que des entraîneurs qui voient leur contrat rompu. En outre, d'autres mesures sont prises pour réduire les dépenses comme la réduction de la rémunération des dirigeants et des membres du conseil d'administration, la réduction des dépenses de fonctionnement et le report d'au moins six mois des dépenses liées à la construction du nouveau siège de la société.
Au mois de mai, le pay-per-view Money in the Bank doit également se dérouler sans public. La WWE décide de s'adapter à la situation en organisant les deux Money in the Bank ladder match à son siège social, la Titan Tower, à Stamford (Connecticut). Ces matchs se transforment en Corporate Ladder, le match débute au rez-de-chaussée du bâtiment puis les catcheurs en compétition doivent monter les 7 étages pour atteindre le toit où se trouvent le ring et les échelles pour finalement décrocher la mallette.
À partir du 25 mai, la WWE accueille certains de ses catcheurs en développement pour officier en qualité de public, ils sont placés derrière des vitres en plexiglass et doivent respecter les règles de distanciation sociale[réf. nécessaire]. À partir du 21 août, la WWE quitte le Performance Center pour produire ses émissions au Amway Center d'Orlando. Si les shows sont toujours à huis clos, la nouveauté est l'introduction du ThunderDome dans lequel le ring est entouré de panneaux LED où apparaissent les fans de chez eux via leurs webcams[réf. nécessaire].
Un peu plus d'un an après le début de la pandémie causant l'absence de public lors des shows, les fans font leur retour lors de WrestleMania 37 se déroulant en deux soirées au Raymond James Stadium de Tampa. Ce sont 25 675 spectateurs par soir qui assistent à l'évènement, soit un total de 51 350 spectateurs pour les deux soirs. Le premier match voit Bobby Lashley conserver son WWE Championship face à Drew McIntyre.

#### Démission de Vince McMahon et rachat par Endeavor (2022-)
Lors de WrestleMania 38, Roman Reigns, champion Universel, bat Brock Lesnar le champion de la WWE pour unifier les deux titres mondiaux.
Le 22 juillet 2022 marque un tournant majeur dans l'histoire de la WWE : Vince McMahon annonce sa retraite après 40 ans passés à la tête de la compagnie. Il indique dans un communiqué qu'“alors que j’approche de mes 77 ans, je sens qu’il est temps de prendre ma retraite. Cela a été un privilège d’aider la WWE à vous apporter de la joie, à vous inspirer, à vous exciter, à vous surprendre et à toujours vous divertir”. Ce départ s'inscrit dans un contexte d'accusations de harcèlement sexuel à son encontre en ayant versé plusieurs millions de dollars à des femmes pour qu'elles gardent le silence. Une enquête interne a été menée afin de savoir s'il a utilisé l'argent de la société à cette fin. Sa fille Stephanie McMahon devient la nouvelle présidente de la WWE et co-PDG avec Nick Khan[réf. nécessaire].
Le 25 juillet 2022, Triple H est officiellement promu Responsable Créatif de la WWE.
En avril 2023, Endeavor annonce sa fusion avec la World Wrestling Entertainment. Le nouvel ensemble est détenu à 51 % par les actionnaires d'Endeavor et à 49 % par ceux de la WWE.
Le 24 avril 2023, lors de RAW, Triple H annonce la création d'un nouveau titre mondial : le World Heavyweight Championship. Roman Reigns possédant l'Universal Championship et le WWE Championship, le show du lundi soir se retrouvait sans championnat. Un tournoi est ainsi organisé, la finale ayant lieu à Night of Champions (2023) et voit Seth "Freakin" Rollins vaincre A.J. Styles pour devenir le premier champion.
Le 2 juin 2023, à SmackDown, Roman Reigns célèbre ses 1000 jours en tant qu'Universal champion. Pour l'occasion une nouvelle ceinture est dévoilée[réf. nécessaire]. Il s'agit du 5e plus long règne de champion mondial de l'histoire de la WWE et le plus long depuis le règne de Pedro Morales entre 1971 et 1973.
En juin 2023, la WWE modifie également ses championnats féminins. Depuis le Draft, la championne de RAW, Asuka, se retrouve à SmackDown et la championne de SmackDown, Rhea Ripley, se retrouve à RAW. Ainsi la WWE décide de renommer ses titres : le RAW Women's Championship devient le WWE Women's Championship alors que le SmackDown Women's Championship devient le WWE Women's World Championship.

## Principaux actionnaires
Au 3 janvier 2020 :
| Lindsell Train                 | 16,5% |
| The Vanguard Group             | 9,01% |
| Eminence Capital               | 7,67% |
| Lone Pine Capital              | 6,24% |
| General Electric I.M.          | 4,86% |
| Sachem Head Capital Management | 4,32% |
| VGI Partners I.M.              | 3,66% |
| ClearBridge Investments        | 3,64% |
| Renaissance Technologies       | 3,42% |
| Citadel Advisors               | 3,33% |

## Championnats et réalisations
| Raw                                     | Raw                                                       | Raw              | Raw       | Raw                         | Raw                                                      |
| Titre                                   | Champion(nes) actuel(s)                                   | Date de victoire | Durée     | Événement                   | Ancien(nes) champion(nes)                                |
| --------------------------------------- | --------------------------------------------------------- | ---------------- | --------- | --------------------------- | -------------------------------------------------------- |
| World Heavyweight Championship          | Seth Rollins (2)                                          | 2 août 2025      | 18 jours  | SummerSlam (2025)           | CM Punk (1)                                              |
| Intercontinental Championship           | Dominik Mysterio (1)                                      | 20 avril 2025    | 122 jours | WrestleMania 41             | Bron Breakker (2)                                        |
| Women's World Championship              | Vacant                                                    | 18 août 2025     | 2 jours   | Raw                         | Naomi (3)                                                |
| Women's Intercontinental Championship   | Becky Lynch (1)                                           | 7 juin 2025      | 74 jours  | Money in the Bank (2025)    | Lyra Valkyria (1)                                        |
| World Tag Team Championship             | The Judgment Day ( Finn Balor (4) et JD Mcdognah (2)) (4) | 30 juin 2025     | 51 jours  | Raw                         | The New Day ( Kofi Kingston (7) et Xavier Woods (5)) (5) |
| SmackDown                               |                                                           |                  |           |                             |                                                          |
| Titre                                   | Champion(nes) actuel(s)                                   | Date de victoire | Durée     | Événement                   | Ancien(nes) champion(nes)                                |
| WWE Championship                        | Cody Rhodes (2)                                           | 3 août 2025      | 17 jours  | SummerSlam (2025)           | John Cena (14)                                           |
| United States Championship              | Solo Sikoa (1)                                            | 28 juin 2025     | 53 jours  | Night of Champions (2025)   | Jacob Fatu (1)                                           |
| Women's Championship                    | Tiffany Stratton (1)                                      | 3 janvier 2025   | 229 jours | SmackDown                   | Nia Jax (2)                                              |
| Women's United States Championship      | Giulia (1)                                                | 27 juin 2025     | 54 jours  | SmackDown                   | Zelina Vega (1)                                          |
| Tag Team Championship                   | The Wyatt Sicks ( Joe Gacy & Dexter Lumis ) (1)           | 11 juillet 2025  | 40 jours  | SmackDown                   | The Street Profits (Angelo Dawkins et Montez Ford) (2)   |
| NXT                                     |                                                           |                  |           |                             |                                                          |
| Titre                                   | Champion(nes) actuel(s)                                   | Date de victoire | Durée     | Événement                   | Ancien(nes) champion(nes)                                |
| NXT Championship                        | Oba Femi (1)                                              | 7 janvier 2025   | 225 jours | NXT: New Year's Evil (2025) | Trick Williams (2)                                       |
| NXT North American Championship         | Ethan Page (1)                                            | 27 mai 2025      | 85 jours  | NXT                         | Ricky Saints (1)                                         |
| NXT Heritage Cup Championship           | Noam Dar (4)                                              | 22 avril 2025    | 120 jours | NXT                         | Lexis King (1)                                           |
| NXT Tag Team Championship               | Hank Walker et Tank Ledger (1)                            | 19 avril 2025    | 123 jours | NXT Stand & Deliver (2025)  | Axiom et Nathan Frazer (2)                               |
| NXT Women's Championship                | Jacy Jayne (1)                                            | 27 mai 2025      | 85 jours  | NXT                         | Stephanie Vaquer (1)                                     |
| NXT Women's North American Championship | Sol Ruca (1)                                              | 19 avril 2025    | 123 jours | NXT Stand & Deliver (2025)  | Vacant                                                   |
| Evolve                                  |                                                           |                  |           |                             |                                                          |
| Titre                                   | Champion(nes) actuel(s)                                   | Date de victoire | Durée     | Événement                   | Ancien(nes) champion(nes)                                |
| WWE Evolve Championship                 | Jackson Drake (1)                                         | 4 juin 2025      | 77 jours  | WWE Evolve                  | Premier champion                                         |
| WWE Evolve Women's Championship         | Kali Armstrong (1)                                        | 28 mai 2025      | 84 jours  | WWE Evolve                  | Première championne                                      |
| Inter-Brand                             |                                                           |                  |           |                             |                                                          |
| Titre                                   | Champion(nes) actuel(s)                                   | Date de victoire | Durée     | Événement                   | Ancien(nes) champion(nes)                                |
| WWE Women's Tag Team Championship       | Charlotte Flair (2) & Alexa Bliss (4)                     | 2 août 2025      | 18 jours  | SummerSlam (2025)           | Liv Morgan (4) & Raquel Rodriguez (5)                    |
| WWE Speed Championship                  | El Grande Americano (1)                                   | 5 mai 2025       | 107 jours | WWE Speed                   | Dragon Lee (1)                                           |
| WWE Speed Women's Championship          | Sol Ruca (1)                                              | 11 avril 2025    | 131 jours | WWE Speed                   | Candice LeRae (1)                                        |

### Accomplissements pour un championnat
Les accomplissements sont des événements annuels (certains historiques) qui sont souvent le main event d'un pay-per-view qui donne accès plus rapidement à un championnat.
| Accomplissement | Date de victoire | Dernier(ère) gagnant(e)                                                                                 | Précédent(e) gagnant(e)                                                                                           | Premier(ère) gagnant(e) |
| --- | ---------------- | --- | --- | ----------------------- |
| Royal Rumble (1988-) Permet d'obtenir un match de championnat à WrestleMania. | 1er février 2025 | Charlotte Flair (2)                                                                                     | Bayley | Asuka                   |
| Royal Rumble (1988-) Permet d'obtenir un match de championnat à WrestleMania. | 1er février 2025 | Jey Uso                                                                                                 | Cody Rhodes (2)                                                                                                   | Jim Duggan              |
| Elimination Chamber (2002-) Permet d'obtenir un match de championnat à WrestleMania ou de combattre pour un titre. | 1er mars 2025    | Bianca Belair (2)                                                                                       | Becky Lynch | Alexa Bliss             |
| Elimination Chamber (2002-) Permet d'obtenir un match de championnat à WrestleMania ou de combattre pour un titre. | 1er mars 2025    | John Cena (4)                                                                                           | Drew McIntyre (2)                                                                                                 | Shawn Michaels          |
| King & Queen Of The Ring (1985-) Le vainqueur du tournoi obtient un match pour le championnat mondial de sa Brand à Summerslam | 28 juin 2025     | Cody Rhodes                                                                                             | Gunther | Don Muraco              |
| King & Queen Of The Ring (1985-) Le vainqueur du tournoi obtient un match pour le championnat mondial de sa Brand à Summerslam | 28 juin 2025     | Jade Cargill                                                                                            | Nia Jax | Zelina Vega             |
| Money in the Bank (2005-) La mallette permet à son possesseur d'obtenir un match pour le titre de champion du monde à n'importe quel moment. Le vainqueur a un délai de 1 an à partir de la date de victoire pour utiliser sa mallette. (D) Utilisation échouée - (V) Utilisation réussie - | 7 juin 2025      | Naomi (V) Utilisé sur Iyo Sky à WWE Evolution (2025) pour le WWE Women's World Championship             | Tiffany Stratton (V) Utilisé sur Nia Jax à SmackDown pour le WWE Women's Championship.                            | Carmella                |
| Money in the Bank (2005-) La mallette permet à son possesseur d'obtenir un match pour le titre de champion du monde à n'importe quel moment. Le vainqueur a un délai de 1 an à partir de la date de victoire pour utiliser sa mallette. (D) Utilisation échouée - (V) Utilisation réussie - | 7 juin 2025      | Seth Rollins (2) (V) Utilisé sur CM Punk à SummerSlam (2025) pour le WWE World Heavyweight Championship | Drew McIntyre (D) Utilisé sur Damian Priest à Money in the Bank (2024) pour le WWE World Heavyweight Championship | Edge                    |
| Iron Survivor Challenge (2022-) Permet d'obtenir un match de championnat NXT à NXT: New Year's Evil. | 7 décembre 2024  | Oba Femi                                                                                                | Trick Williams | Grayson Waller          |
| Iron Survivor Challenge (2022-) Permet d'obtenir un match de championnat NXT à NXT: New Year's Evil. | 7 décembre 2024  | Giulia                                                                                                  | Blair Davenport                                                                                                   | Roxanne Perez           |

### Autres accomplissements
- Raw
 - SmackDown
 - NXT
 - Agent libre ou Hall of Famer ou sans Brand
Permettent d'accéder plus facilement au roster principal si c'est organisé par NXT et n'ont qu'une portée symbolique.
| Type                     | Accomplissement                                     | Date de victoire | Dernier(s) gagnant(s)         | précédent(s) gagnant(s) | Premier(s) gagnant(s)   |
| ------------------------ | --------------------------------------------------- | ---------------- | ----------------------------- | ----------------------- | ----------------------- |
| Tournoi Hommage          | Dusty Rhodes Tag Team Classic masculin (en) (2015-) | 4 février 2024   | Bron Breakker et Baron Corbin | The Creed Brothers      | Finn Bálor et Samoa Joe |
| Tournoi Hommage          | André The Giant Memorial Battle Royal (2014-)       | 18 avril 2025    | Carmelo Hayes                 | Bronson Reed            | Cesaro                  |
| Champion contre champion | WWE Crown Jewel Championship (2024-)                | 2 novembre 2024  | Cody Rhodes                   | Cody Rhodes             | Cody Rhodes             |
| Champion contre champion | WWE Women's Crown Jewel Championship (2024-)        | 2 novembre 2024  | Liv Morgan                    | Liv Morgan              | Liv Morgan              |

### Anciens accomplissements
- Raw
 - SmackDown
 - NXT
 - Agent libre ou Hall of Famer ou sans Brand
 - WWE 205 Live
| Type                            | Anciens Accomplissements                               | Dernière édition  | Premier(s) gagnant(s)                   | Dernier(s) gagnant(s)                   |                  |
| ------------------------------- | ------------------------------------------------------ | ----------------- | --------------------------------------- | --------------------------------------- | ---------------- |
| Tournoi Cruiserweight           | WWE Cruiserweight Classic (2016)                       | 14 septembre 2016 | TJ Perkins unique vainqueur du tournoi. | TJ Perkins unique vainqueur du tournoi. |                  |
| Compétition pour un recrutement | NXT (2010-2012)                                        | 13 juin 2012      | Wade Barrett                            | Derrick Bateman                         |                  |
| Royal Rumble International      | Greatest Royal Rumble (2018)                           | 27 avril 2018     | Braun Strowman                          | Braun Strowman                          |                  |
| offre une place au Royal Rumble | Mixed Match Challenge (2018)                           | 16 décembre 2018  | Carmella et R-Truth                     | Asuka et The Miz                        | Asuka et The Miz |
| Battle Royale International     | Super ShowDown (2019)                                  | 7 juin 2019       | Mansoor                                 | Mansoor                                 |                  |
| Compétition diverses            | Coupe du Monde de la WWE (2018-2019)                   | 7 juin 2019       | Shane McMahon                           | The O.C (Luke Gallows et Karl Anderson) |                  |
| Compétition diverses            | Mae Young Classic (2017-2018)                          | 28 octobre 2018   | Kairi Sane                              | Io Shirai                               | Io Shirai        |
| Tournoi Hommage                 | Dusty Rhodes Tag Team Classic féminin (en) (2021-2022) | 22 mars 2022      | Dakota Kai et Raquel González           | Io Shirai et Kay Lee Ray                |                  |

## Palmarès hebdomadaire
La WWE possède deux classements hebdomadaires. Le Power 25 est le classement hebdomadaire officiel sur WWE.com qui réunit les meilleurs catcheurs des deux divisions de la World Wrestling Entertainment : SmackDown et RAW. Les critères de classement comprennent : les victoires, les titres mais aussi les faits importants. Le Power 25 est révélé tous les samedis.

## Diffusion
États-Unis :
- Pay-per-view en direct à 20 h 0 sur le WWE Network et/ou Netflix. (Le Kickoff en direct à 19 h 0 sur le WWE Network ou sur YouTube).
- WWE Raw le lundi à 20 h 0  en direct sur USA Network.
- WWE SmackDown Live le vendredi à 20 h 0 en direct sur FOX.
- WWE Main Event le mardi  sur Hulu Plus et le WWE Network.
- WWE 205 Live le vendredi juste après WWE SmackDown à 22 h 0  sur le WWE Network.
- WWE NXT le mardi à 20 h 0 en direct sur USA Network.

 France : (heure de Paris, version française) - Mis à jour : 26 juillet 2025
| Services      | Chaine              | Direct | Inédit | Redif  | Jour     | Heure | observation                                    |
| ------------- | ------------------- | ------ | ------ | ------ | -------- | ----- | ---------------------------------------------- |
| Pay-per-view  | WWE Network Netflix | ✔️     | ✔️     | Replay | week-end | 2h00  | version francophone des commentateurs français |
| WWE Raw       | Netflix             | ✔️     |        | Replay | Mardi    | 2h00  | nuit lundi à mardi                             |
| WWE Raw       | AB1                 | -      | ✔️     |        | Mercredi | 20h55 |                                                |
| WWE Raw       | AB1                 | -      |        | ✔️     | Dimanche | 9h00  |                                                |
| WWE SmackDown | Netflix             | ✔️     |        | Replay | Samedi   | 2h00  | nuit vendredi à samedi                         |
| WWE SmackDown | AB1                 | -      | ✔️     |        | Samedi   | 20h55 |                                                |
| WWE SmackDown | AB1                 | -      |        | ✔️     | Dimanche | 11h45 |                                                |
| WWE NXT       | Netflix             | ✔️     |        | Replay | Mercredi | 2h00  | nuit mardi à mercredi                          |
| WWE NXT       | AB1                 | -      | ✔️     |        | Mercredi | 23h45 |                                                |

- #Catchoff diffusion aléatoire sur AB1 ou permanent sur Youtube[89], module d'interviews avec les stars du catch.
- WWE Network , en direct à 2h00 show au USA, ou heures locales (19h00) si show dans un autres pays

Présentation :
- AB1 & ABXplore : Christophe Agius et Philippe Chereau (remplacement Nadir Mohammedi ou Marc Chavet)
- WWE Network/WWE Network : Christophe Agius et Nadir Mohammedi (remplacement Marc Chavet)

 Canada -  Québec : (heure normale/avancée de l'est)
- Pay-per-view une ou deux fois par mois en direct dès 20 h 0 sur le WWE Network
- WWE Raw sur Sportsnet 360, lundi à 20 h (Rediffusé le mardi à 0 h 0, et samedi à 12 h 0)
- WWE SmackDown Live sur Sportsnet 360, mardi à 20 h 0 (Rediffusé le vendredi à 20 h 0, et samedi à 16 h 0)
- WWE NXT sur WWE Network mercredi à 20 h
- WWE Experience sur Sportsnet 360, dimanche à 19 h 0 (Rediffusé le lundi à 19 h 0)
- WWE Main Event sur Sportsnet 360, vendredi à 19 h 0.

 Belgique : (heure de Paris, version française) - Mis à jour : 26 juillet 2025
| Services      | Chaine              | Direct | Inédit | Redif  | Jour     | Heure | observation                                    |
| ------------- | ------------------- | ------ | ------ | ------ | -------- | ----- | ---------------------------------------------- |
| Pay-per-view  | WWE Network Netflix | ✔️     | ✔️     | Replay | week-end | 2h00  | version francophone des commentateurs français |
| WWE Raw       | Netflix             | ✔️     |        | Replay | Mardi    | 2h00  | nuit lundi à mardi                             |
| WWE Raw       | ABXplore            | -      | ✔️     |        | Mercredi | 20h55 |                                                |
| WWE Raw       | ABXplore            | -      |        | ✔️     | Samedi   | 22h45 |                                                |
| WWE SmackDown | Netflix             | ✔️     |        | Replay | Samedi   | 2h00  | nuit vendredi à samedi                         |
| WWE SmackDown | ABXplore            | -      | ✔️     |        | Samedi   | 20h55 |                                                |
| WWE SmackDown | ABXplore            | -      |        | ✔️     | Dimanche | 10h30 |                                                |
| WWE NXT       | Netflix             | ✔️     |        | Replay | Mercredi | 2h00  | nuit mardi à mercredi                          |
| WWE NXT       | ABXplore            | -      | ✔️     |        | Mercredi | 23h45 |                                                |
| WWE SmackDown | ABXplore            | -      |        | ✔️     | Samedi   | 19h15 |                                                |
| WWE SmackDown | ABXplore            | -      |        | ✔️     | Dimanche | 9h00  |                                                |

Autres (chaînes en clair uniquement)
- Allemagne : WWE SmackDown Live sur la chaîne Sport1, le samedi à 22 h.
- Italie : WWE News sur Sport Italia, du lundi au vendredi à 19 h.
- Roumanie : WWE SmackDown Live sur TV Sport samedi soir à 22 h. La même chaîne a les droits de transmission pour les évènements Pay-Per-View.

## Personnel
Outre les catcheurs et catcheuses, la WWE emploie d'autres personnes dans divers rôles : par exemple, les arbitres, ou les General Managers (qui sont censés chacun diriger l'une des divisions de la WWE). Le WWE Hall of Fame (« Temple de la renommée »), est un Hall of Fame qui réunit les plus grands catcheurs de l'histoire de la WWE

## Expansions médiatiques
Hormis les licences médiatiques que possède l'entreprise telles que Acclaim, THQ/2K Sports et Mattel concernant les jeux vidéo et autres produits dérivés, la WWE se focalise également dans d'autres domaines dans le but d'étendre leur marché.

### Sociétés connexes actuelles
- WWE Network : le service de streaming officiel en vidéo à la demande proposant des documentaires sur la WWE, des émissions de la WWE, les shows hebdomadaires (Raw, SmackDown et NXT) ou encore les PPV en direct, ainsi que des dizaines de millers d'heures d'archive remontant aux années 1950. Cette plateforme est payante en abonnement pour le prix de 11,99 $ par mois.
- WWE Libraries: une filiale de la WWE créé en 2001 après l'acquisition de la WCW qui possède la plus grande collection de vidéos de lutte professionnelle et droits d'auteur.
- WWE Studios[90] : compagnie de la WWE créée en 2002 pour le développement de films. Anciennement connue sous le nom de WWE Films.
- WWE Music Group[91] : compagnie spécialisée dans le développement de compilations d'albums des thèmes d'entrées musicaux des catcheurs. Le groupe enregistre également des thèmes d'entrées pour les catcheurs de la WWE.
- WWE Books[92],[93] : compagnie publiant des autobiographies et autres livres de fiction, les coulisses, guides, calendriers, ouvrages pour adultes et autres basés sur les personnalités de la WWE.
- WWEShop.com : le site officiel de marchandise WWE: http://shop.wwe.com/.
- WWE Experience[94]: parc d'attraction et centre de loisirs entièrement dédié à l'univers WWE. A ouvert à Riyad (Arabie saoudite) le 16 février 2024.

### Anciennes sociétés connexes
- World Bodybuilding Federation|World Bodybuilding Federation (WBF) : une compagnie de Titan Sports lancée en 1990 faisant la promotion de bodybuilding professionnel par le biais d'émissions, de magazines, et de pay-per-views annuels. Fermée en 1992.
- Xtreme Football League (XFL)[95] : ligue professionnelle de football américain lancée en 2000 en partenariat avec NBCUniversal. Fermée en 2001. Une réouverture a eu lieu en 2020 mais n'appartient plus à la WWE.
- The World : anciennement connu sous le nom de WWF New York jusqu'en 2002, restaurant et boîte de nuit basée à New York et lancée en 1999. Fermée en 2003.
- WWE Niagara Falls : site de divertissement basé aux Chutes du Niagara, Ontario au Canada et propriété de la WWE. Ouvert d'août 2002 à mars 2011.
- WWE Home Video[96] : compagnie spécialisée dans la distribution de VHS, DVD, et disque Blu-ray des pay-per-views, compilations des performances et biographies de certains catcheurs. A pris la suite de Coliseum Home Video. Fondée en janvier 1998 et fermée fin 2023.
- WWE Kids[97] : un magazine produit bi-mensuellement réservé aux enfants. Lancée le 15 avril 2008 et fermée en décembre 2023.